# Sokkelplan
El Sokkelplan (Plan Base)  es una ruta de esculturas en La Haya organizada por La Pinacoteca de La Haya.
El concepto es una galería de esculturas , presentadas sobre un pedestal ovalado de granito, en una zona peatonal que une el Grote Marktstraat, Kalvermarkt y Spui en La Haya. 40 artistas que trabajan en los Países Bajos o escultores neerlandés han sido o serán invitados a hacer una imagen. Las imágenes están a una distancia de 25 metros colocadas sobre un pedestal, cuyo diseño fue creado por el ceramista Geert Lap. En 2008, en el inicio del festival de escultura de La Haya, todas las imágenes han cambiado de lugar (en la imagen obra de Picasso).
A lo largo de la ruta de esculturas antes descrita, se pueden ver las siguientes piezas: 
1. Sonja Oudendijk, torre de Bellevue - Bellevue-toren (1993)
2. Joost van den Toorn , Por quién doblan las campanas -  For whom the bell tolls (1993)
3. Marc Ruygrok, Y/O  -  EN/OF (1993)
4. Eja Siepman van den Berg, Nike (1993)
5. Michael Jacklin,  Sin título   -  Zonder titel (1993)
6. Alfred Eikelenboom, Sin título   -  Zonder titel (1994)
7. Rien Monshouwer, Imagen - Beeld (1994)
8. Ernst Hazenbroek, Placebo (1994)
9. Berry Holslag, El observador - The Observer (1994)
10. Carel Visser, Sin título   -  Zonder titel (1994)
11. Auke de Vries, Sin título   -  Zonder titel (1994)
12. Adam Colton, Sin título   -  Zonder titel (1996)
13. Sigurdur Gudmundsson, Sin título   -  Zonder titel (1996)
14. Lon Pennock, Intersección  -  Intersection (1996)
15. Jan Snoeck, La nostalgia de la lumière total de Paul Éluard  -  La nostalgie de la lumière totale, Paul Éluard (2000)
16. Pearl Perlmuter, Schapeman (2001/1993)
17. Karel Appel, rana con paraguas  -  Frog with umbrella (2001/1993)
18. Gert Germeraad, Retrato de hombre- Mansportret (2002)
19. Jan van de Pavert, Ministerio    -   Ministerie (2002)
20. Tom Claassen, hombre, con los miembros sueltos  -  Mannetje met losse ledematen (2003)
21. Sjoerd Buisman, Phyllotaxis La Haya (2003)
22. Leo Vroegindeweij, Sin título   -  Zonder titel (2004)
23. Peter Otto, Doble totem - Twisted Totem (2004)
24. Gijs Assmann, el que él y los que ella o él y el   -  The he and the she and the is of it (2005)
25. Arjanne van der Spek,  estado de ayer, Morgenstond   -   Gisteren staat, Morgenstond (2005)
26. André Kruysen, Rondanini (2005)
27. Emo Verkerk, Gavilán -  Sperwer (2005)
28. Rob Birza, Tantratrijn (2007)
29. André van de Wijdeven, me encanta JR  -   I love JR (2007)
30. Christien Rijnsdorp, el ascensor - De hef (2007)
31. Jos Kruit, Sin título   -  Zonder titel (2007)
32. Atelier Van Lieshout, Veelhoofd (2010)
33. Hans van Bentem, Space Duck Racer (2011)
34. Famke van Wijk, Heaven holds a sense of wonder (2011)
35. Anno Dijkstra, A last farewell (2011)

## Galería de imágenes

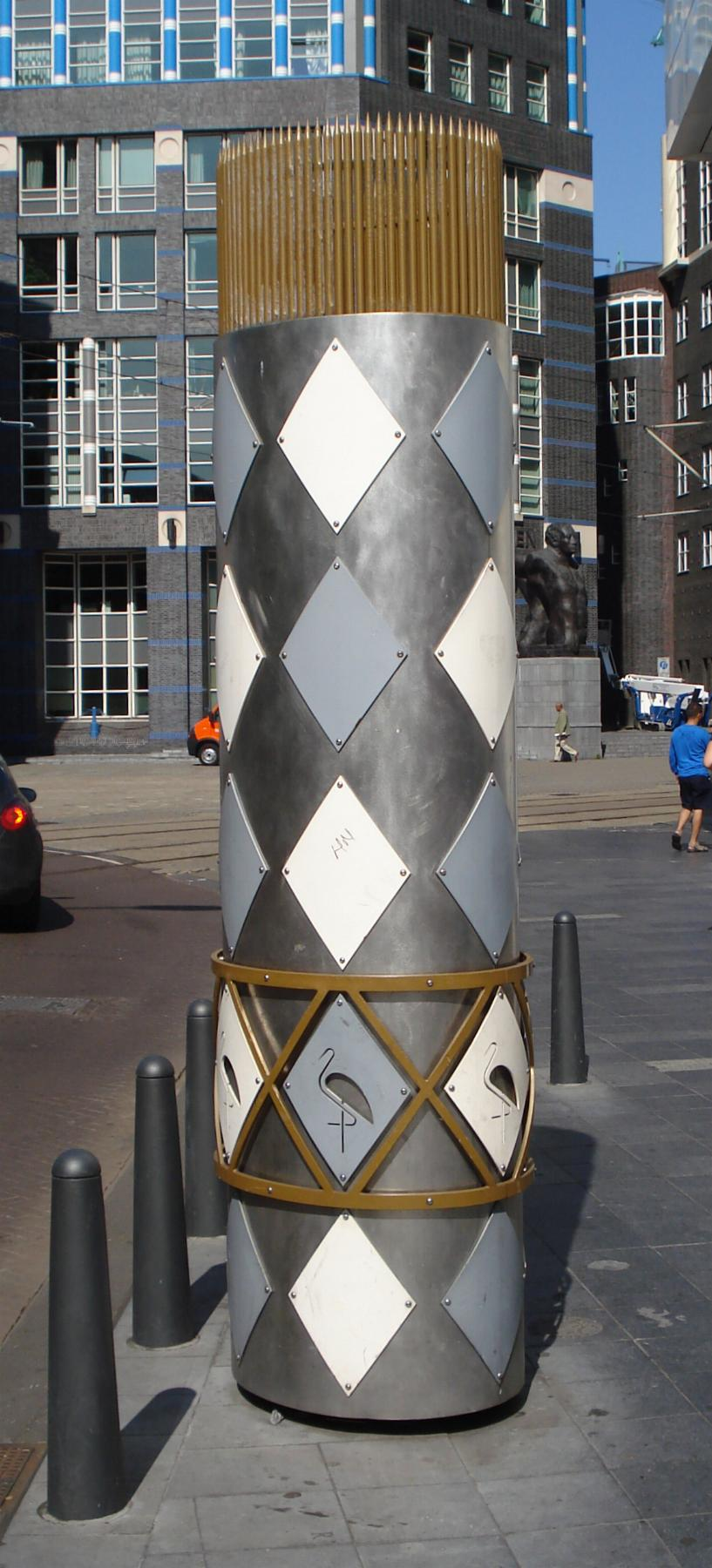
1. Sonja Oudendijk: Bellevue
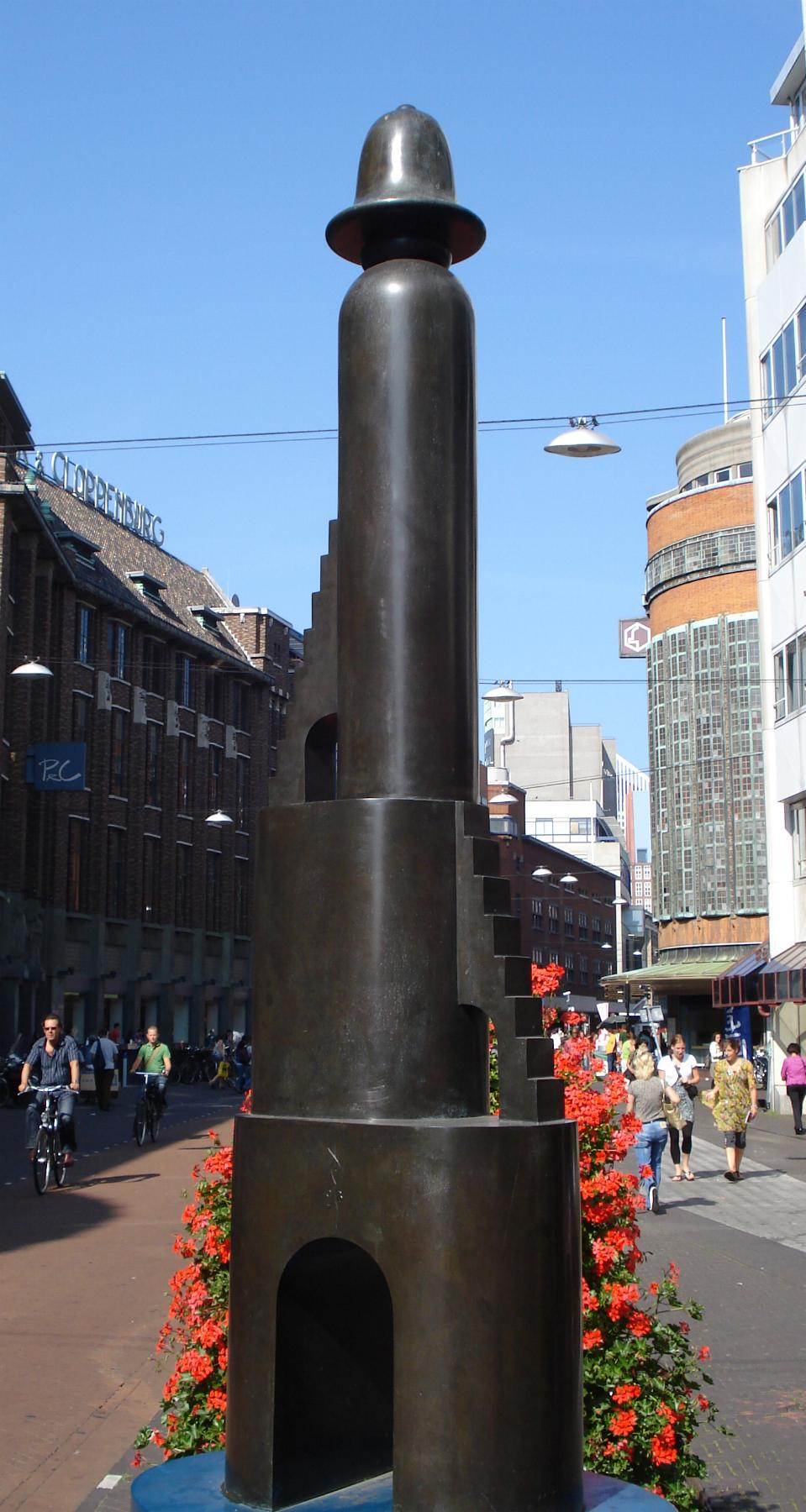
2. Joost van den Toorn: Por quién doblan las campanas
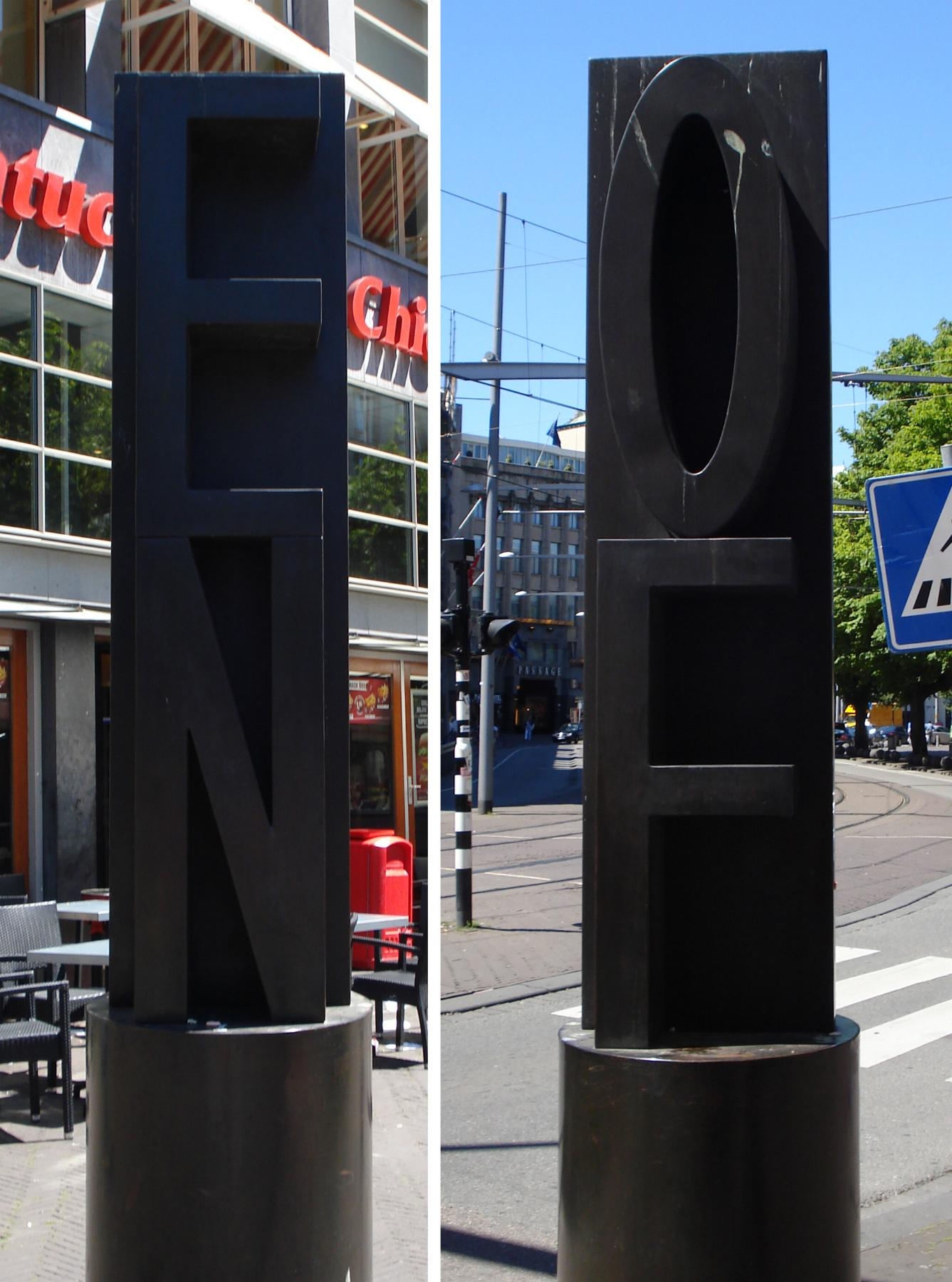
3. Marc Ruygrok:  En/Of
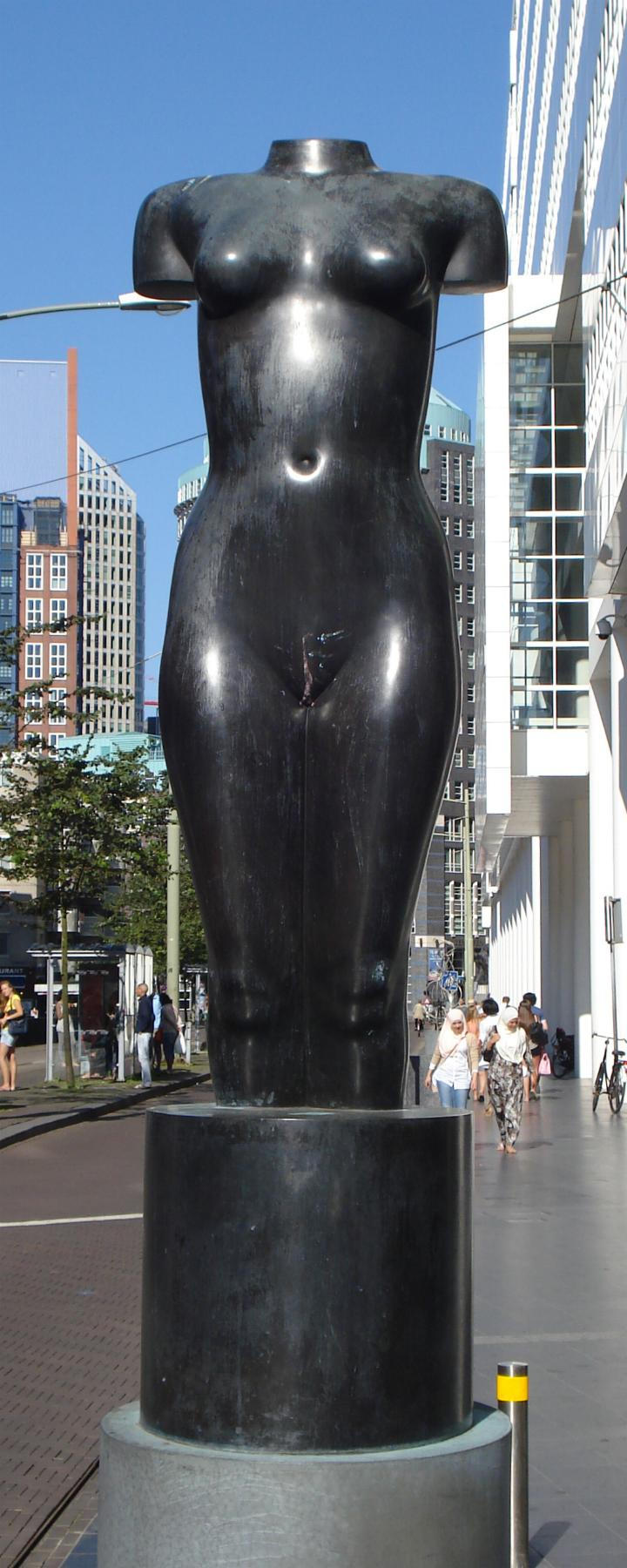
4. Eja Siepman van den Berg: Nike
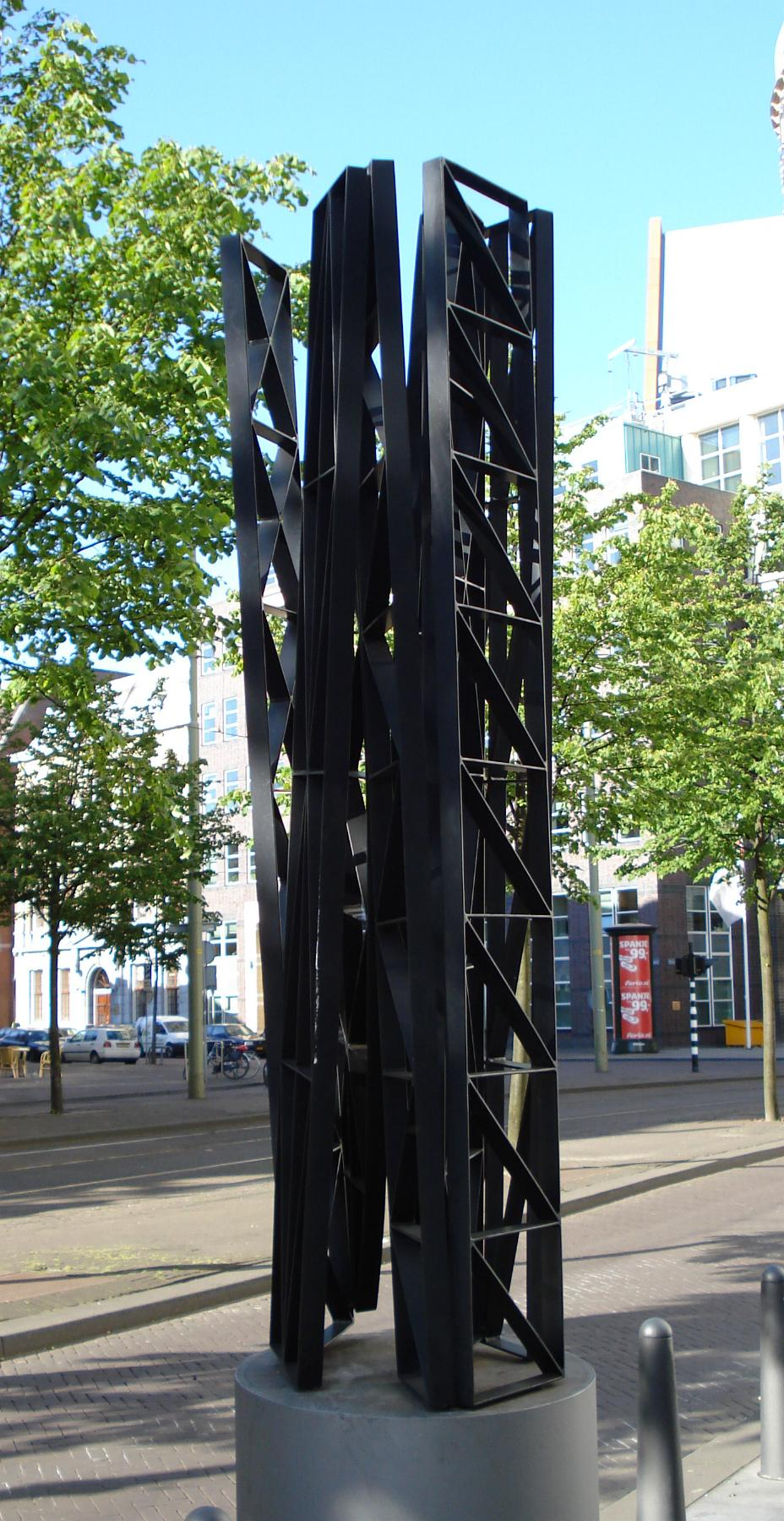
5. Michael Jacklin: sin título
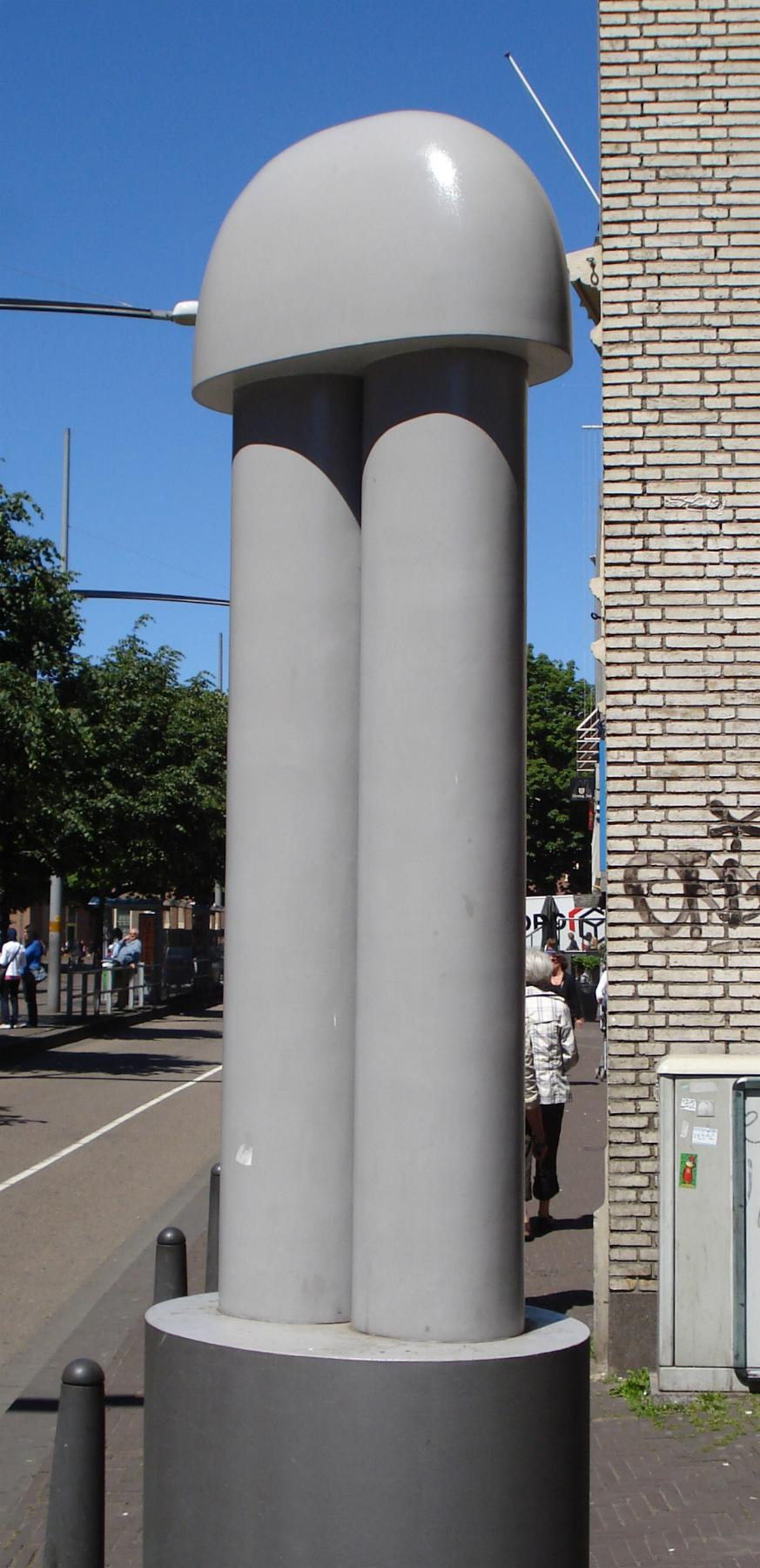
6. Alfred Eikelenboom: sin título
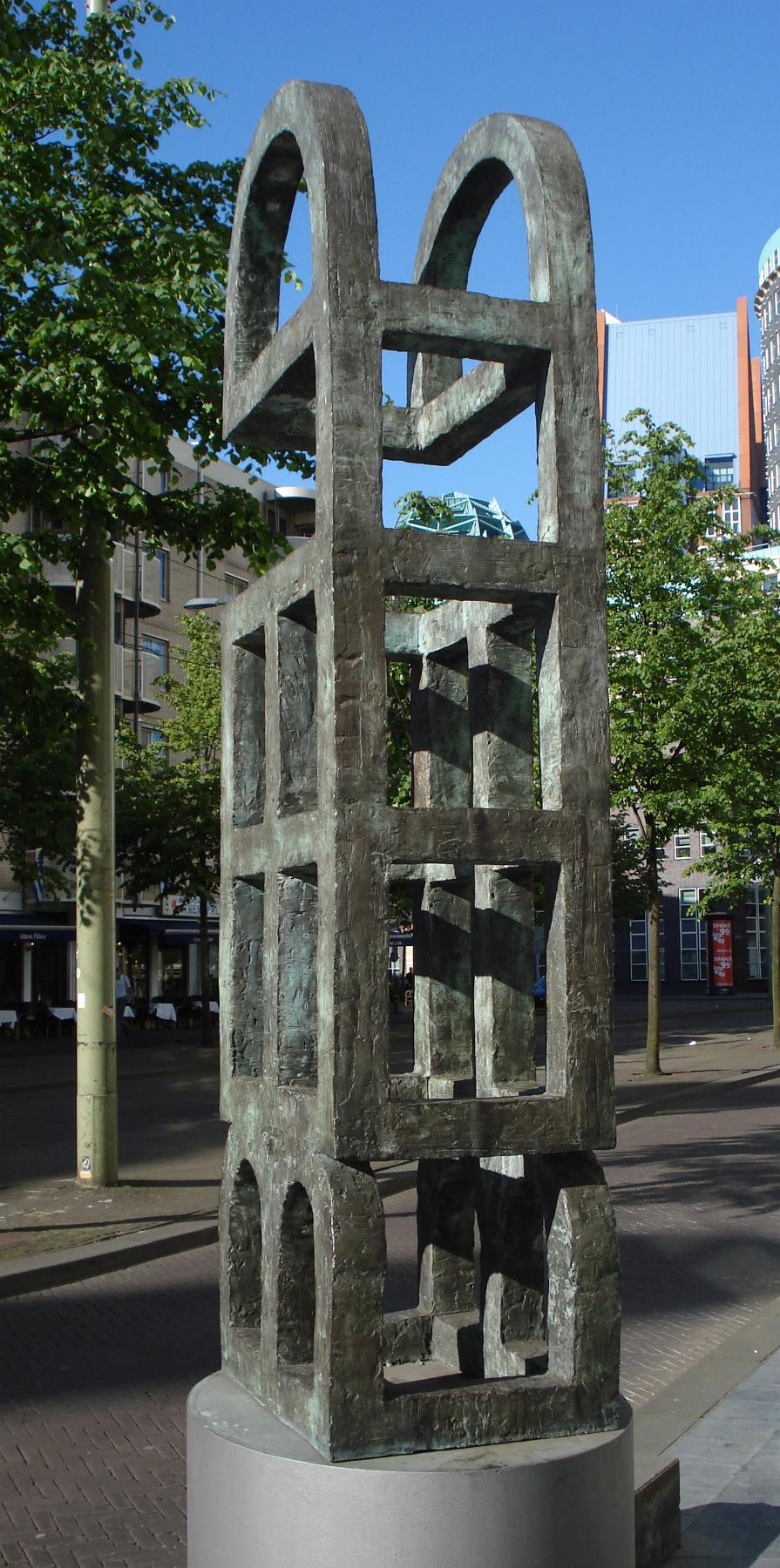
7. Rien Monshouwer: Imagen
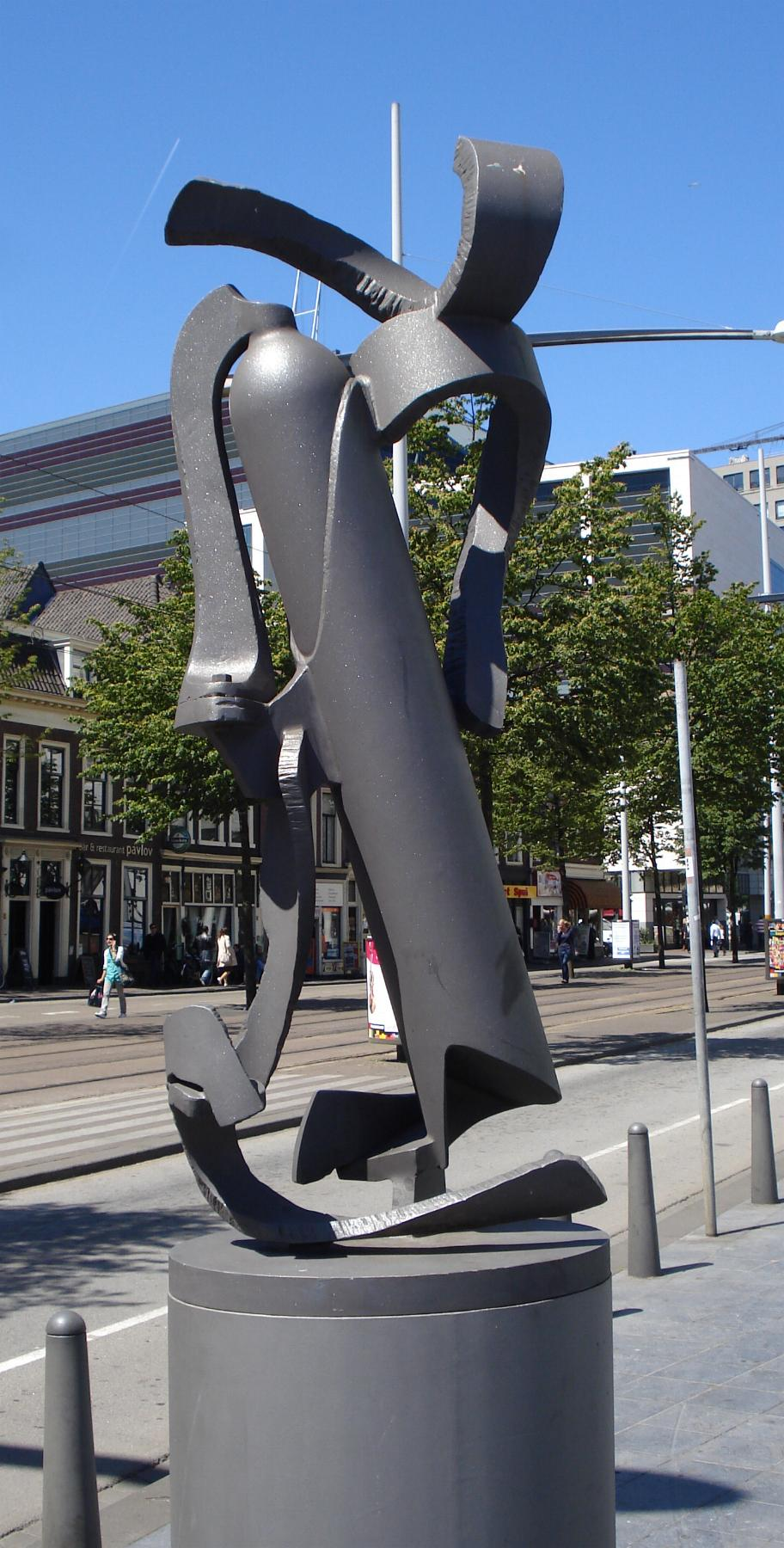
8. Ernst Hazenbroek: Placebo
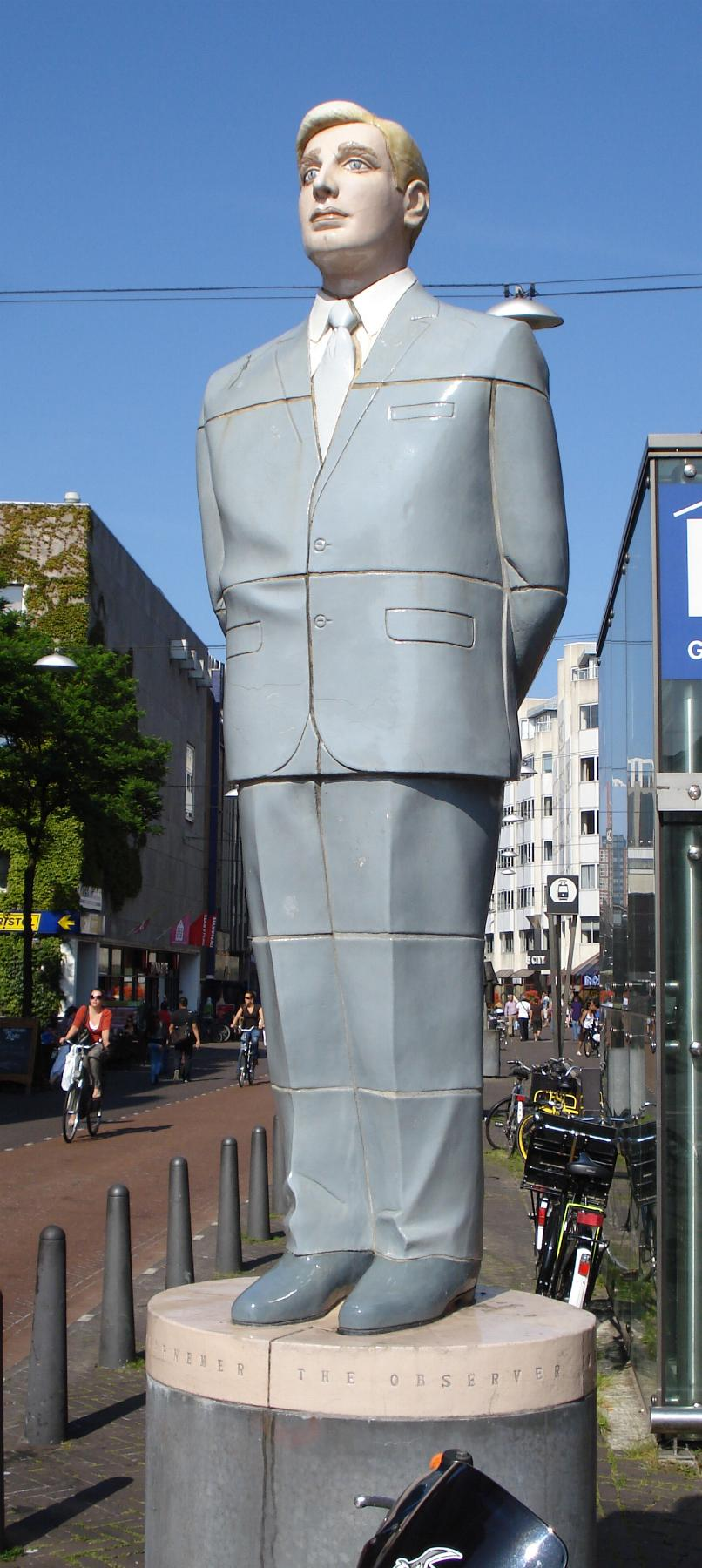
9. Berry Holslag: Observador
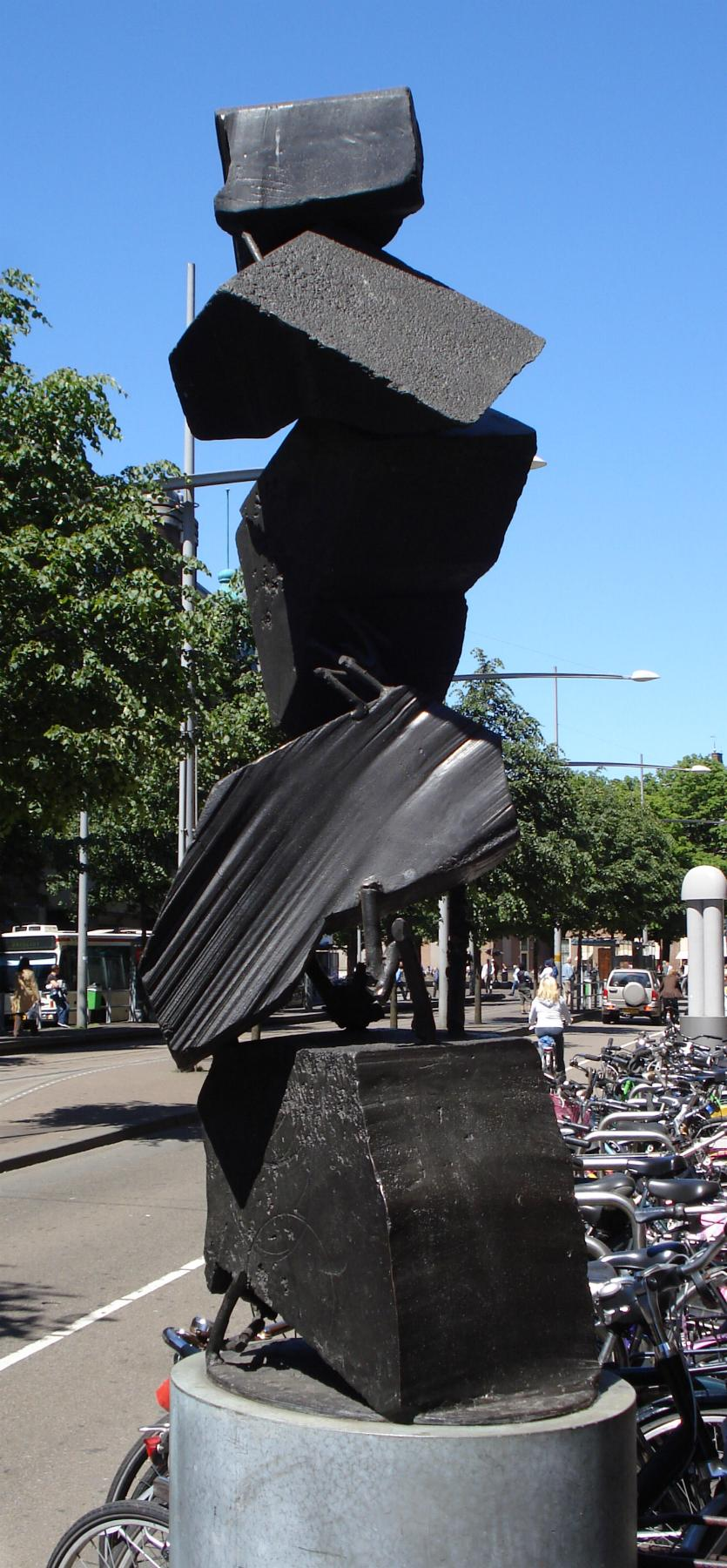
10. Carel Visser: sin título
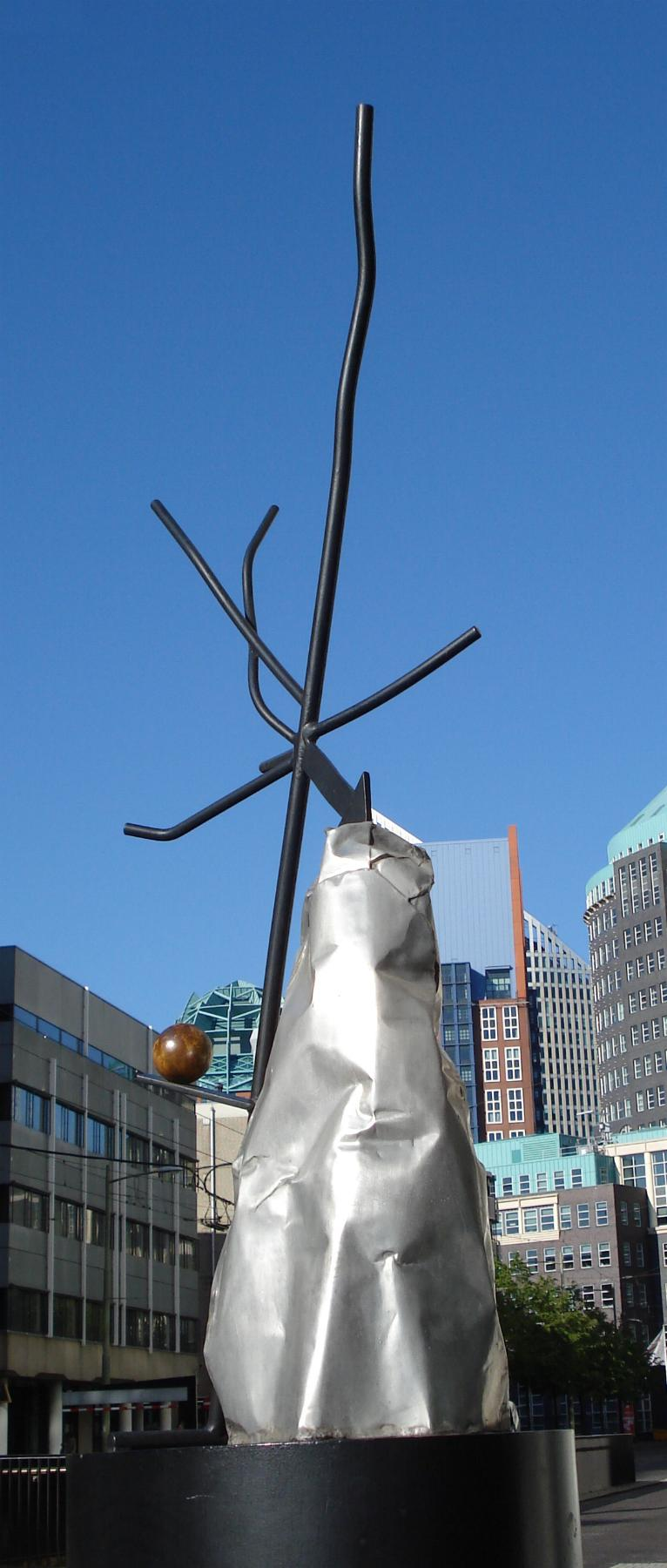
11. Auke de Vries: sin título
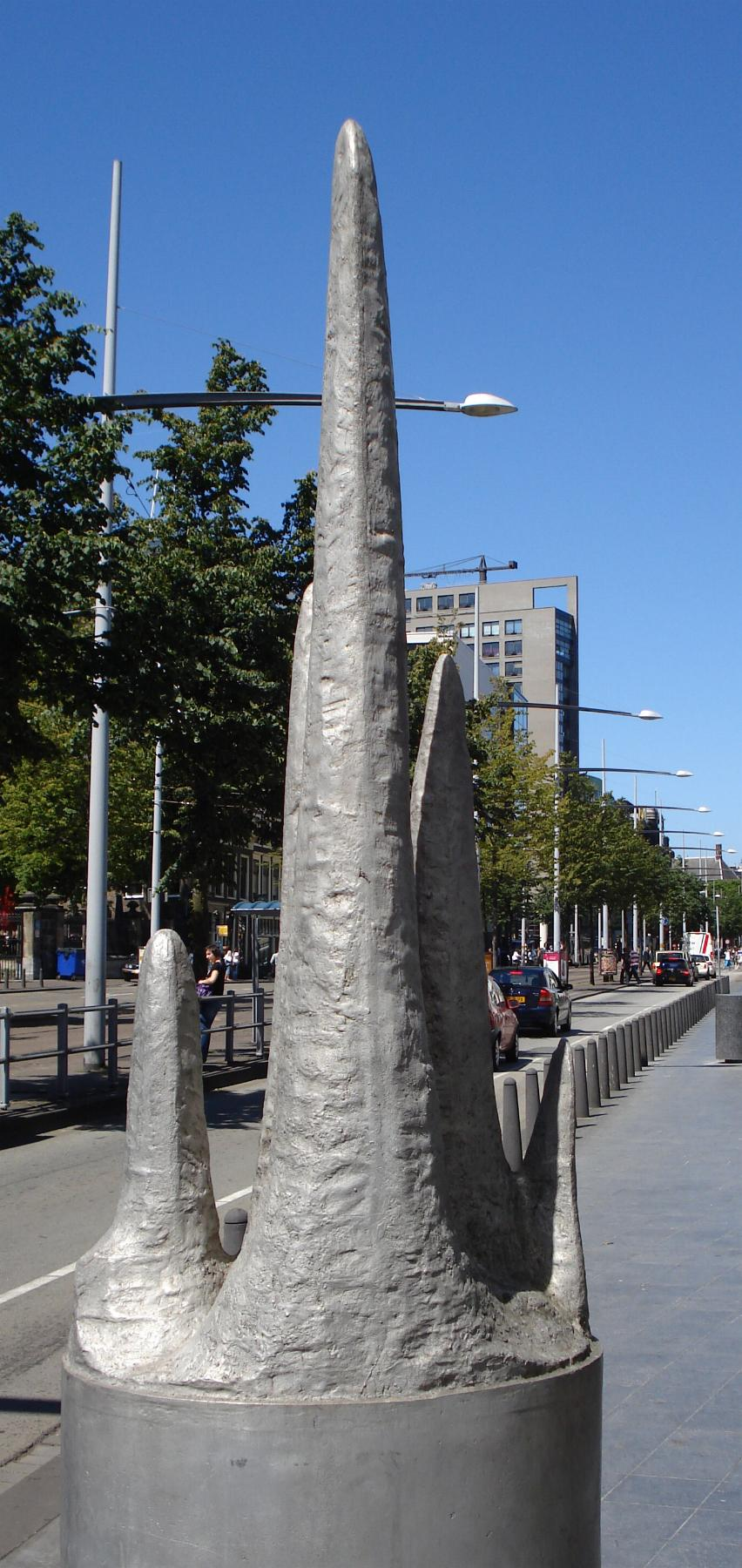
12. Adam Colton: sin título
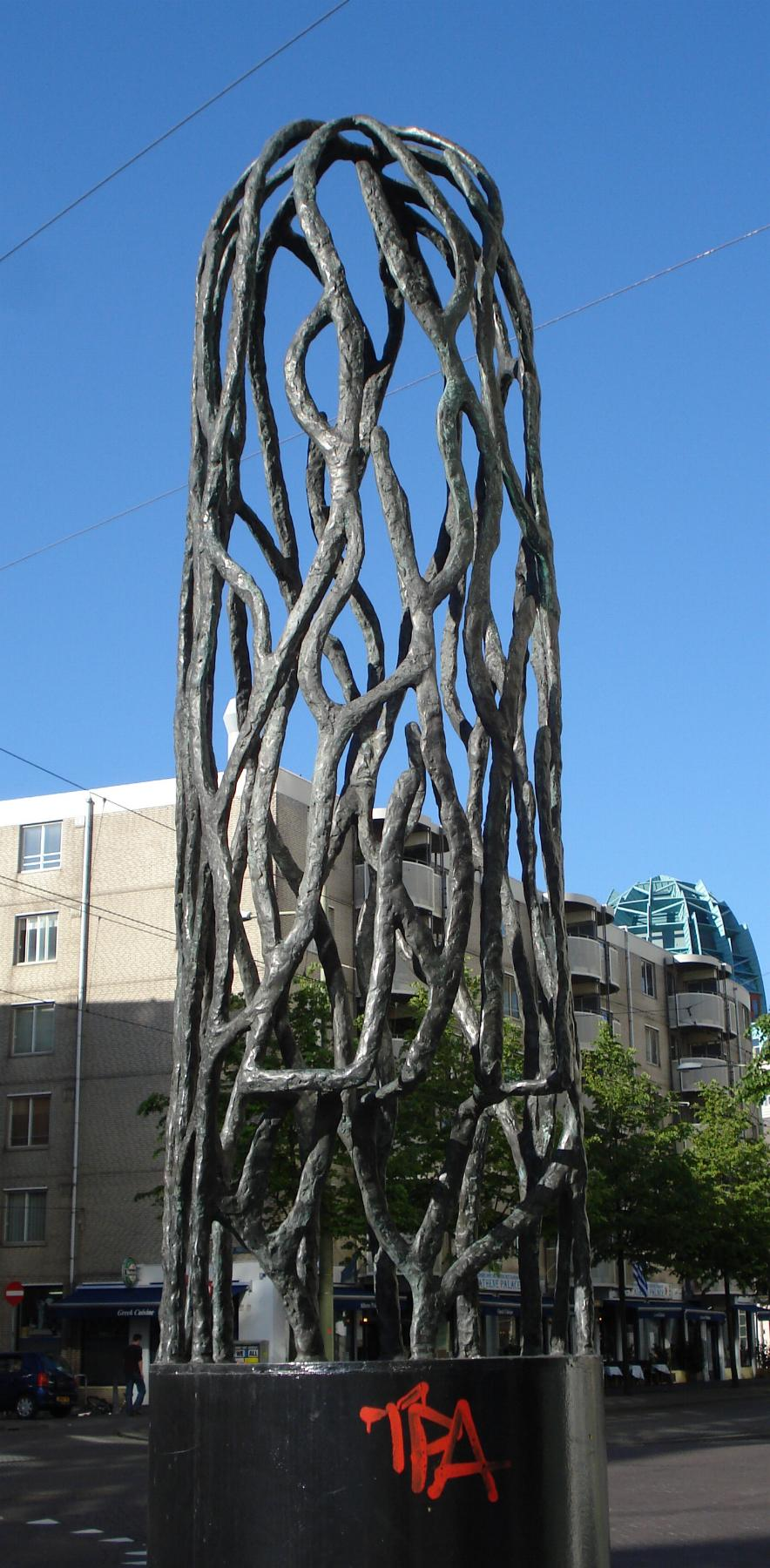
13. Sigurdur Gudmundsson: sin título
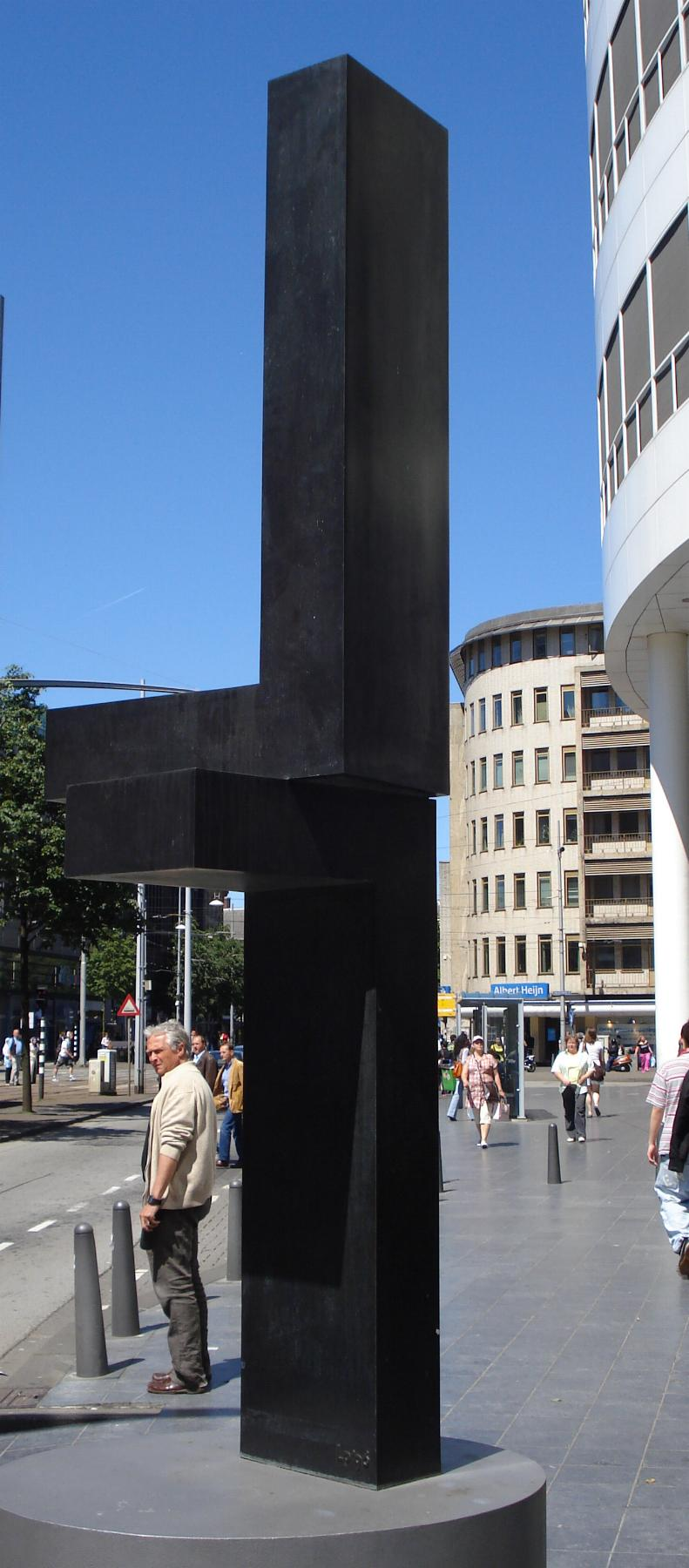
14. Lon Pennock: Intersección
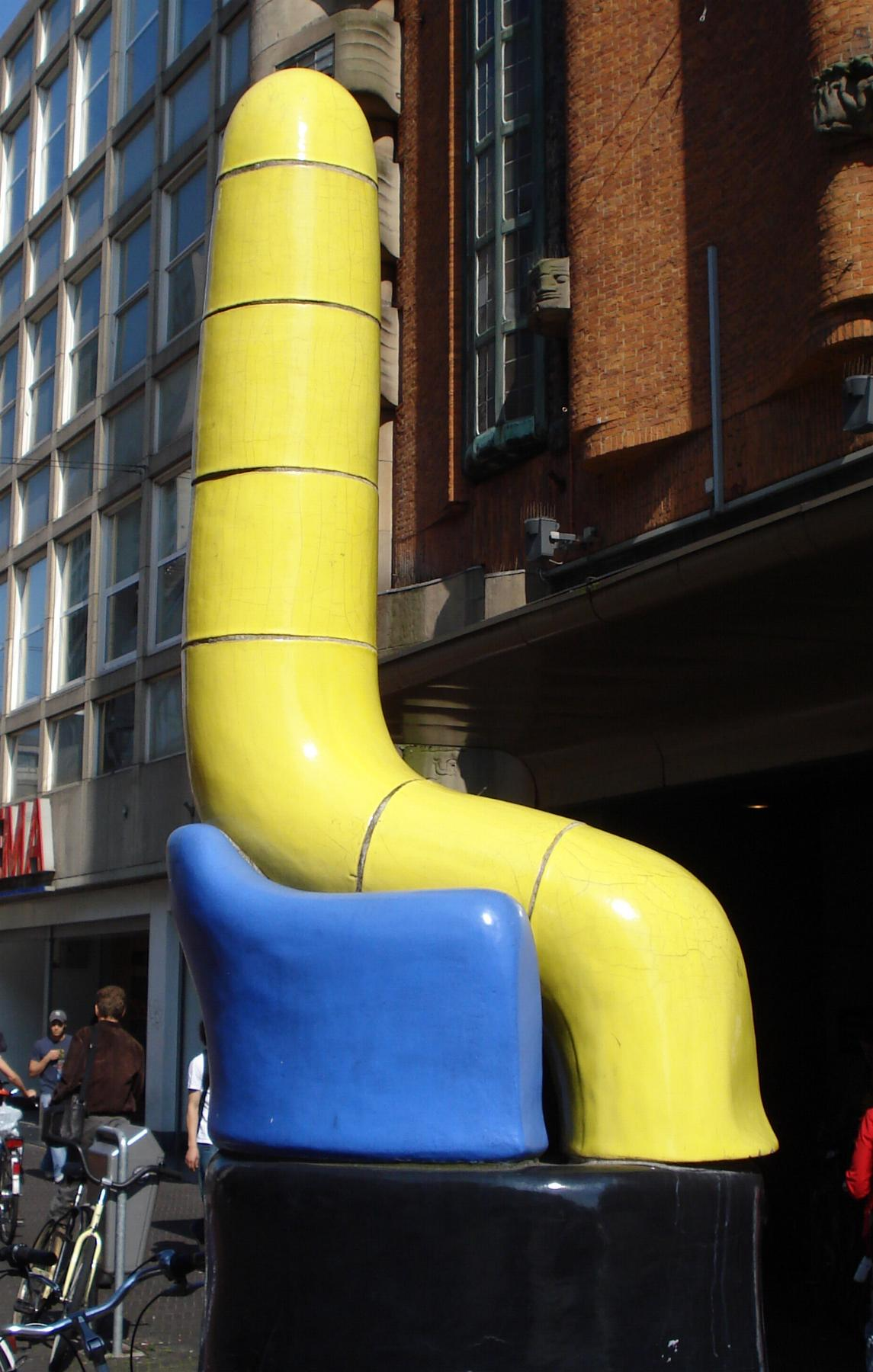
15. Jan Snoeck: La nostalgia de la luz total
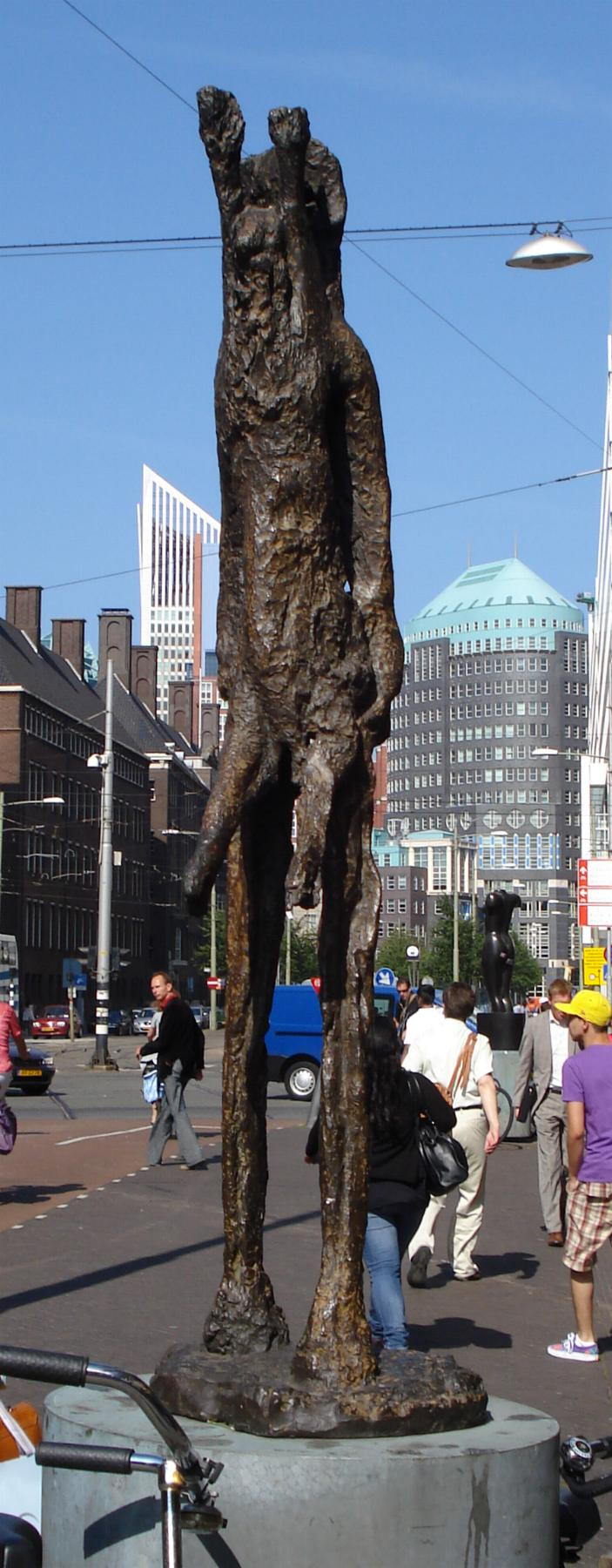
16. Pearl Perlmuter: Schapeman
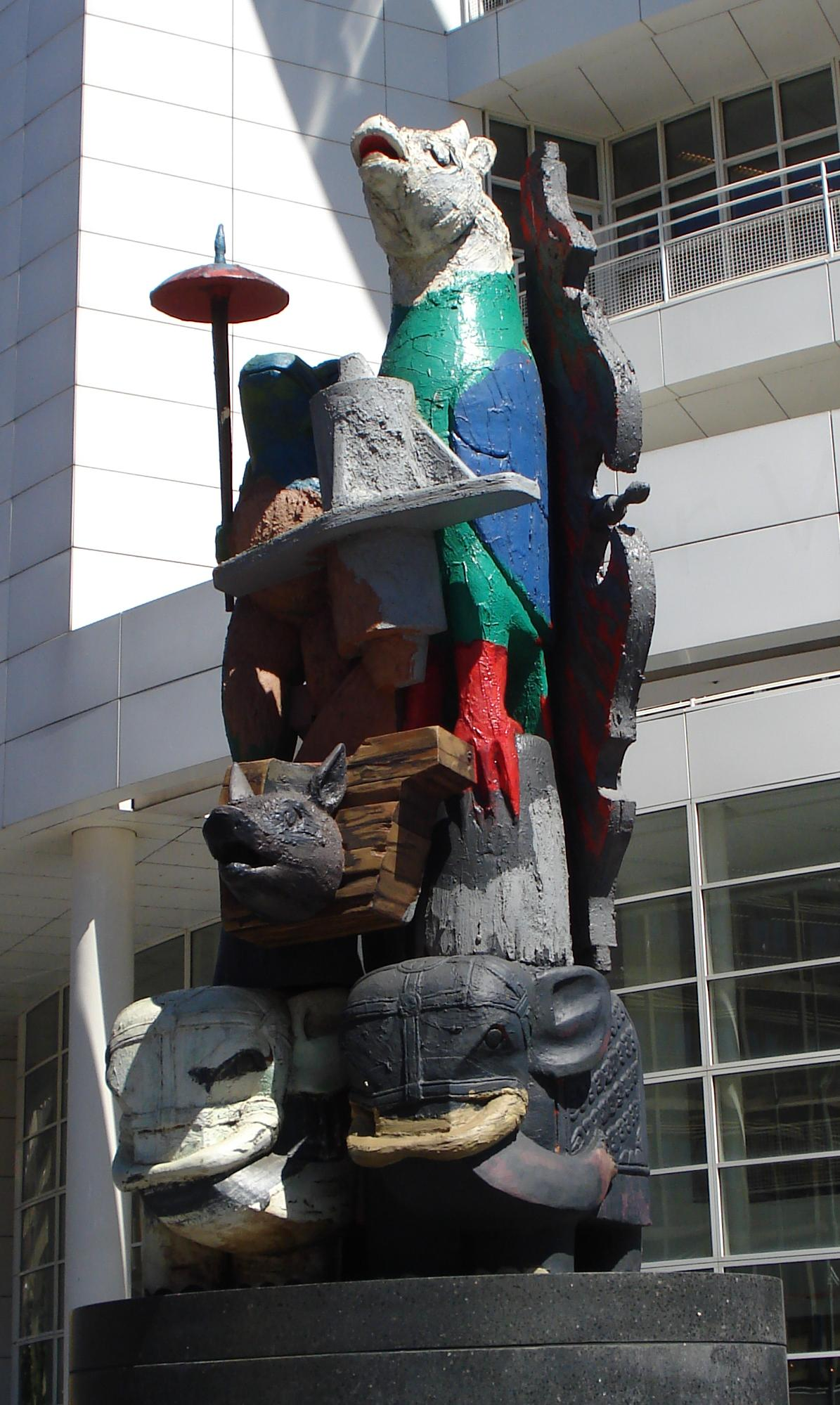
17. Karel Appel: Rana con paraguas
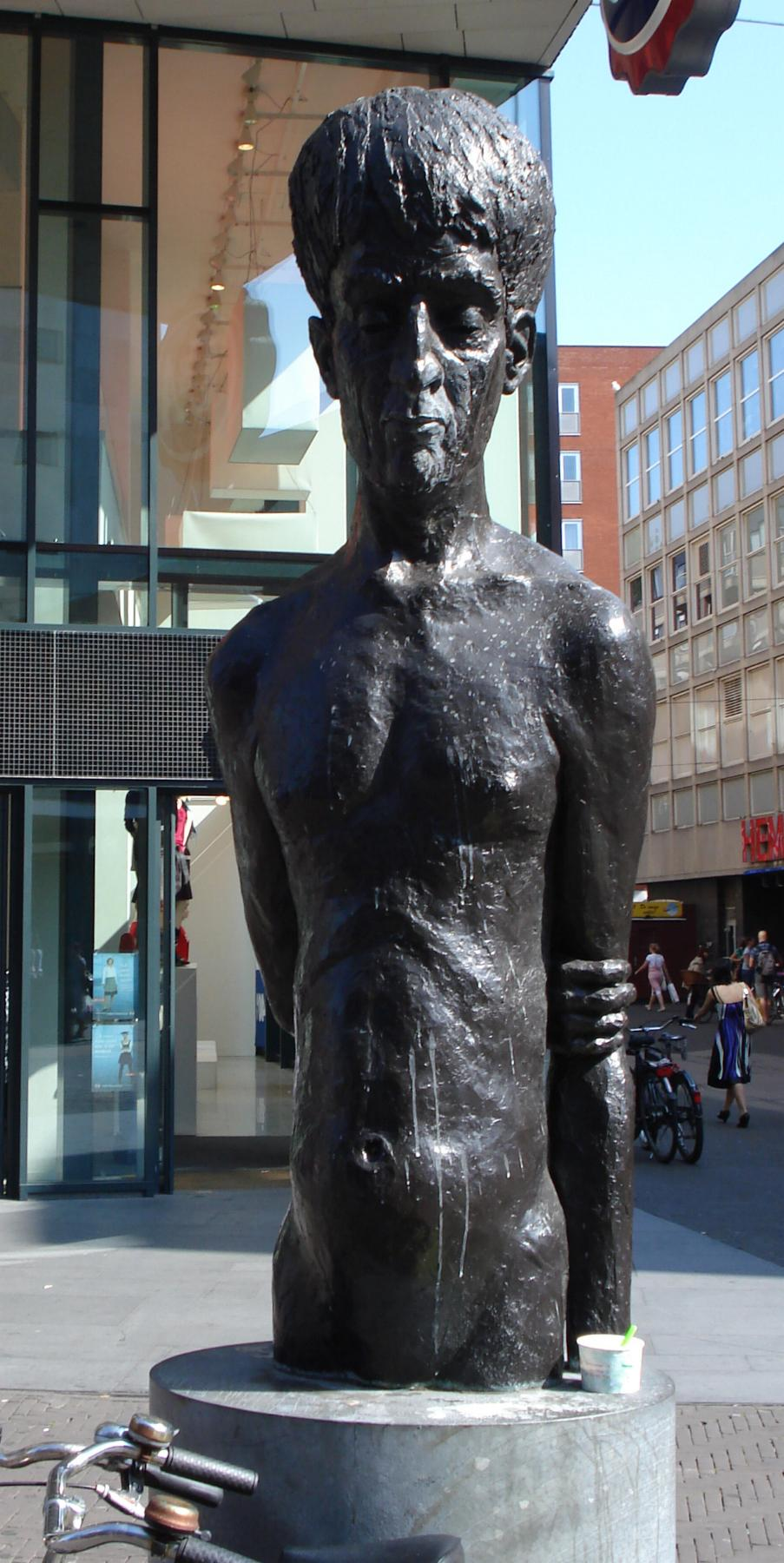
18. Gert Germeraad: Retrato de hombre
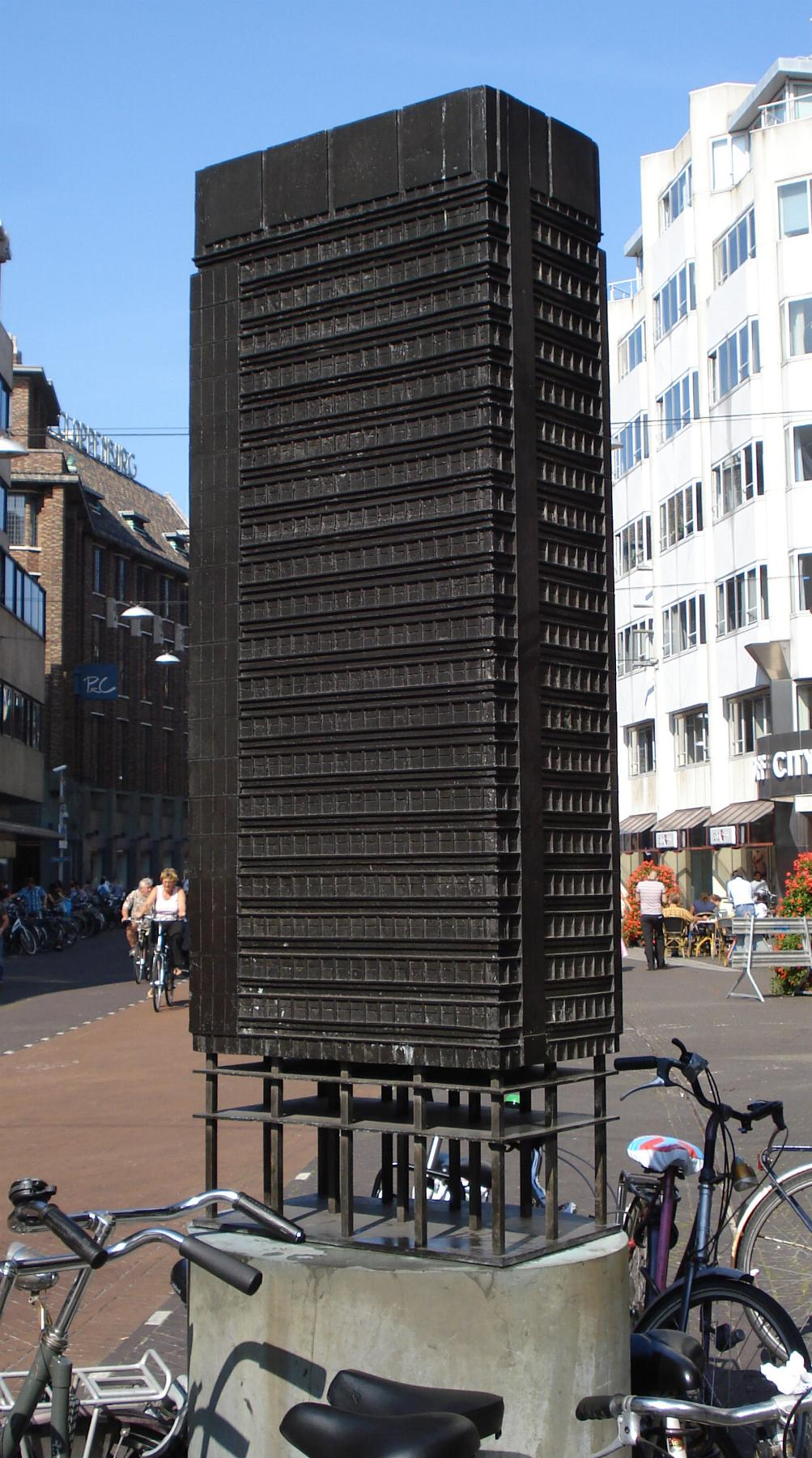
19. Jan van de Pavert: Ministerio
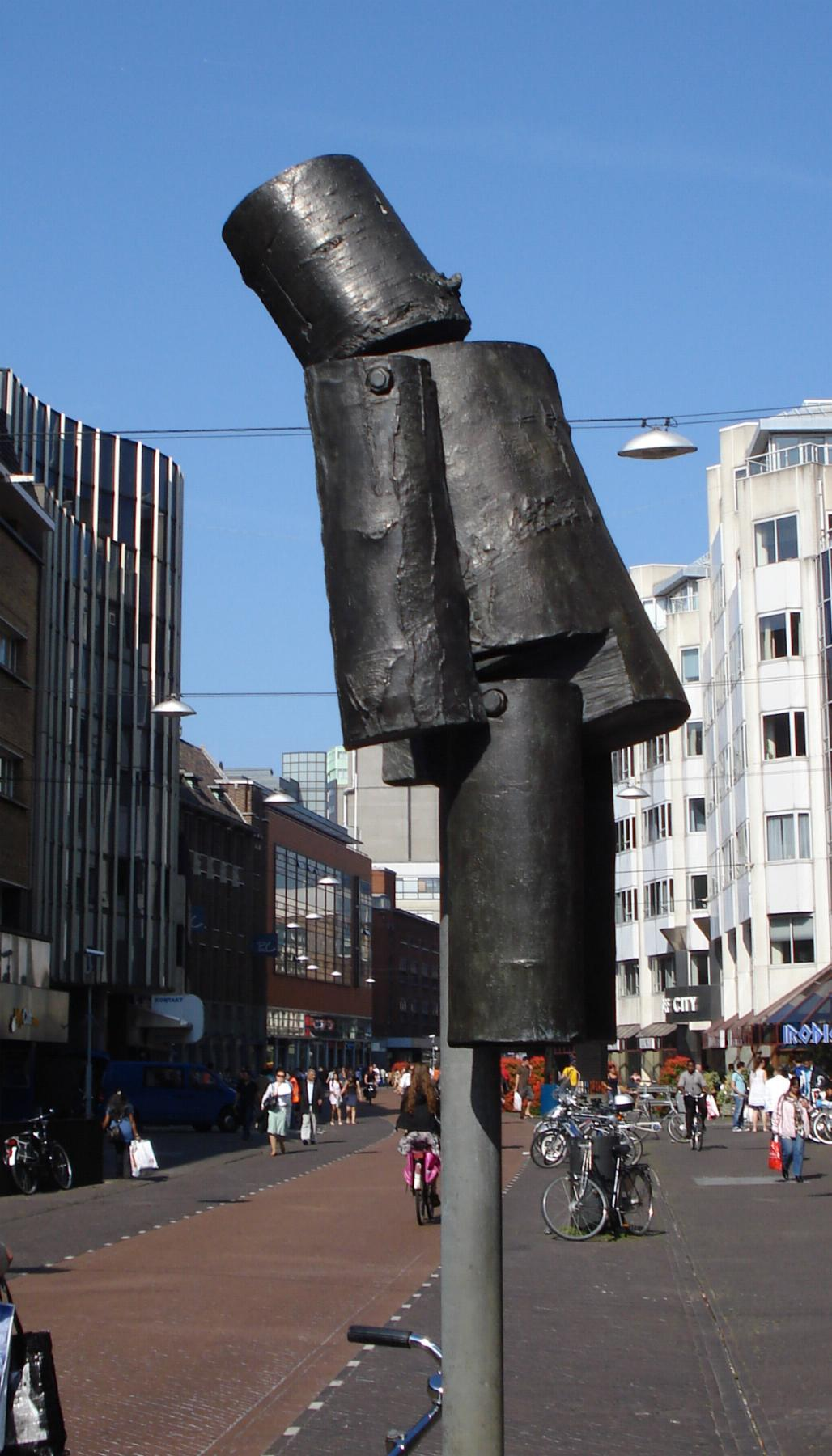
20.Tom Claassen: hombre, con los miembros sueltos
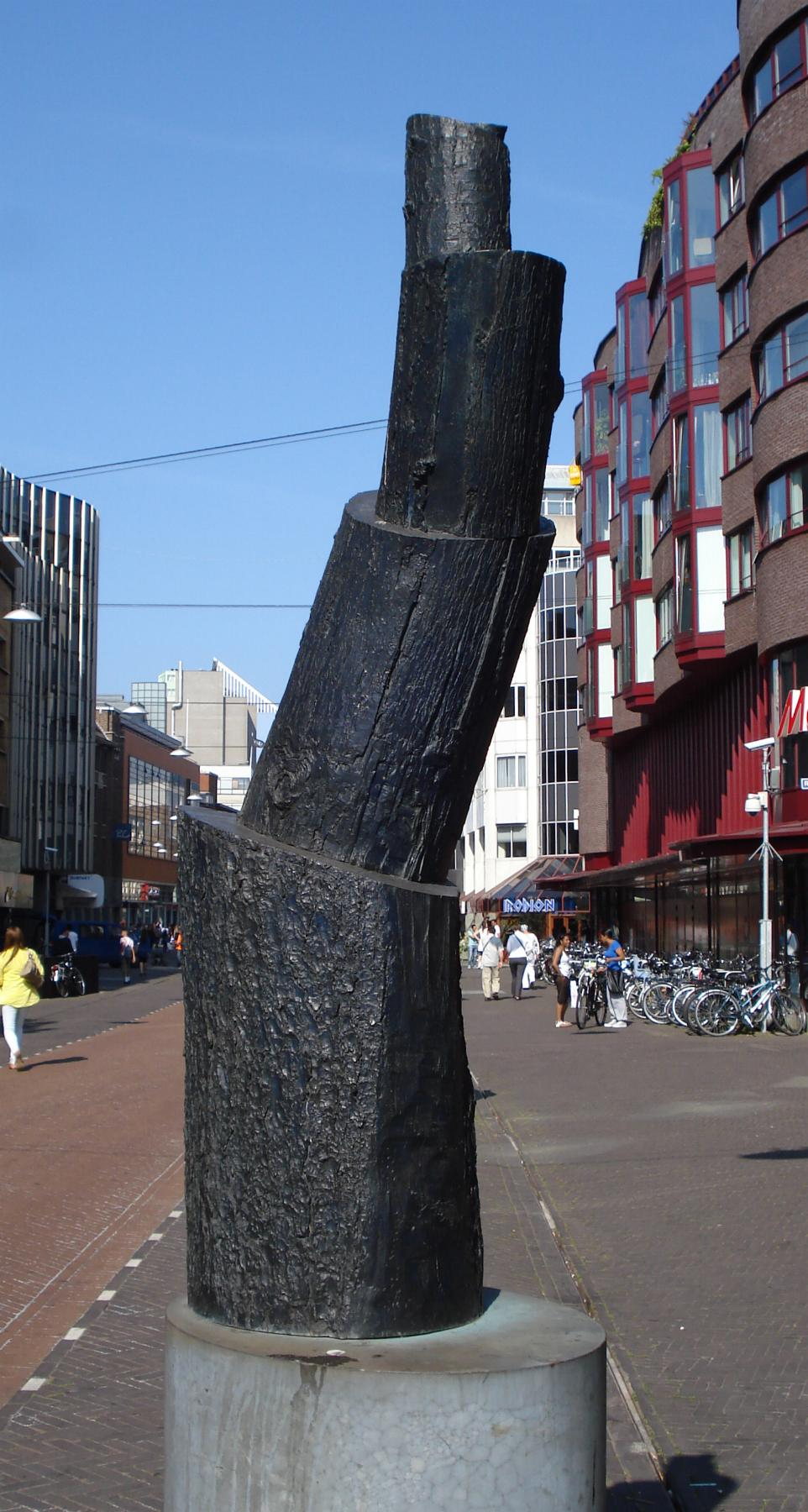
21. Sjoerd Buisman: Phyllotaxis
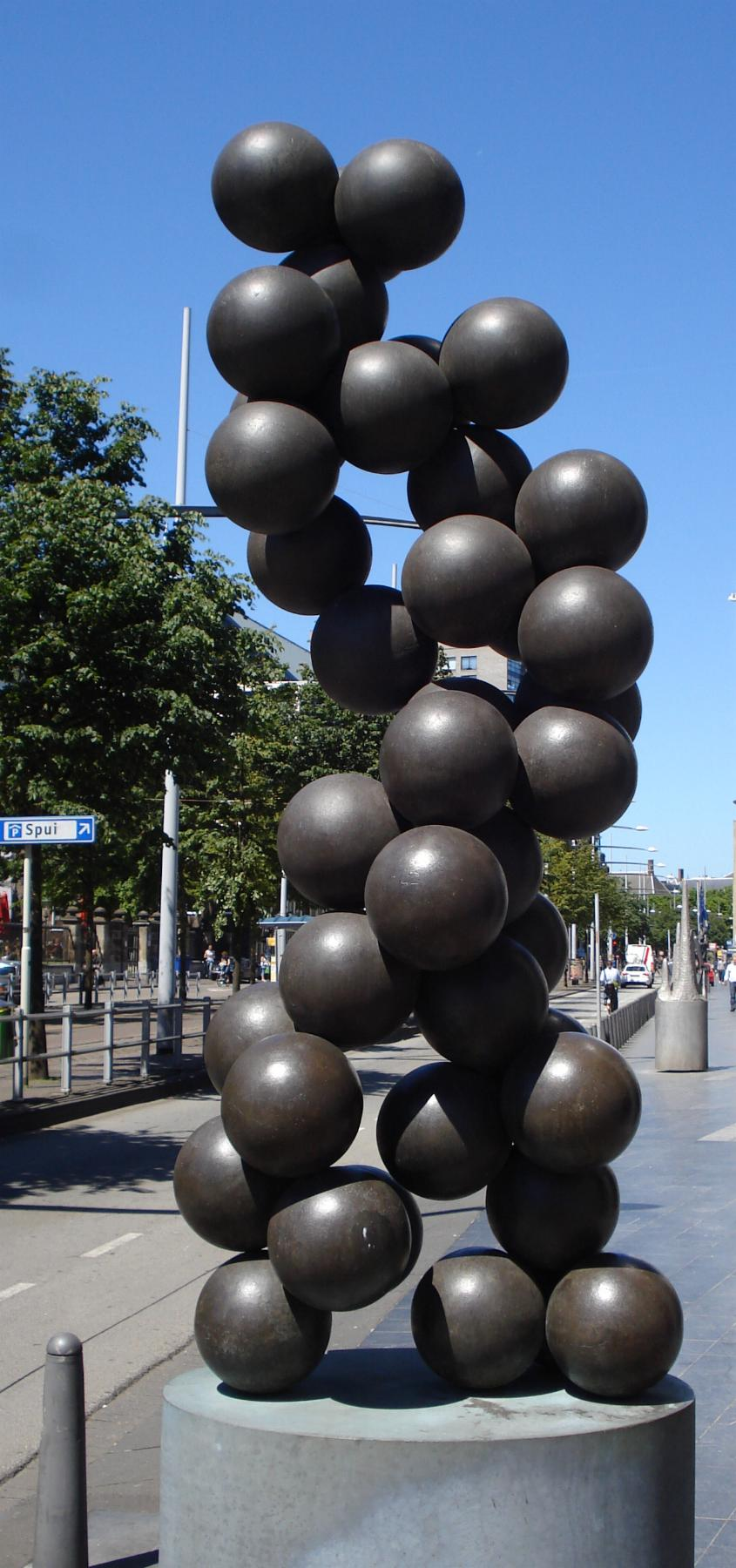
22. Leo Vroegindeweij: sin título
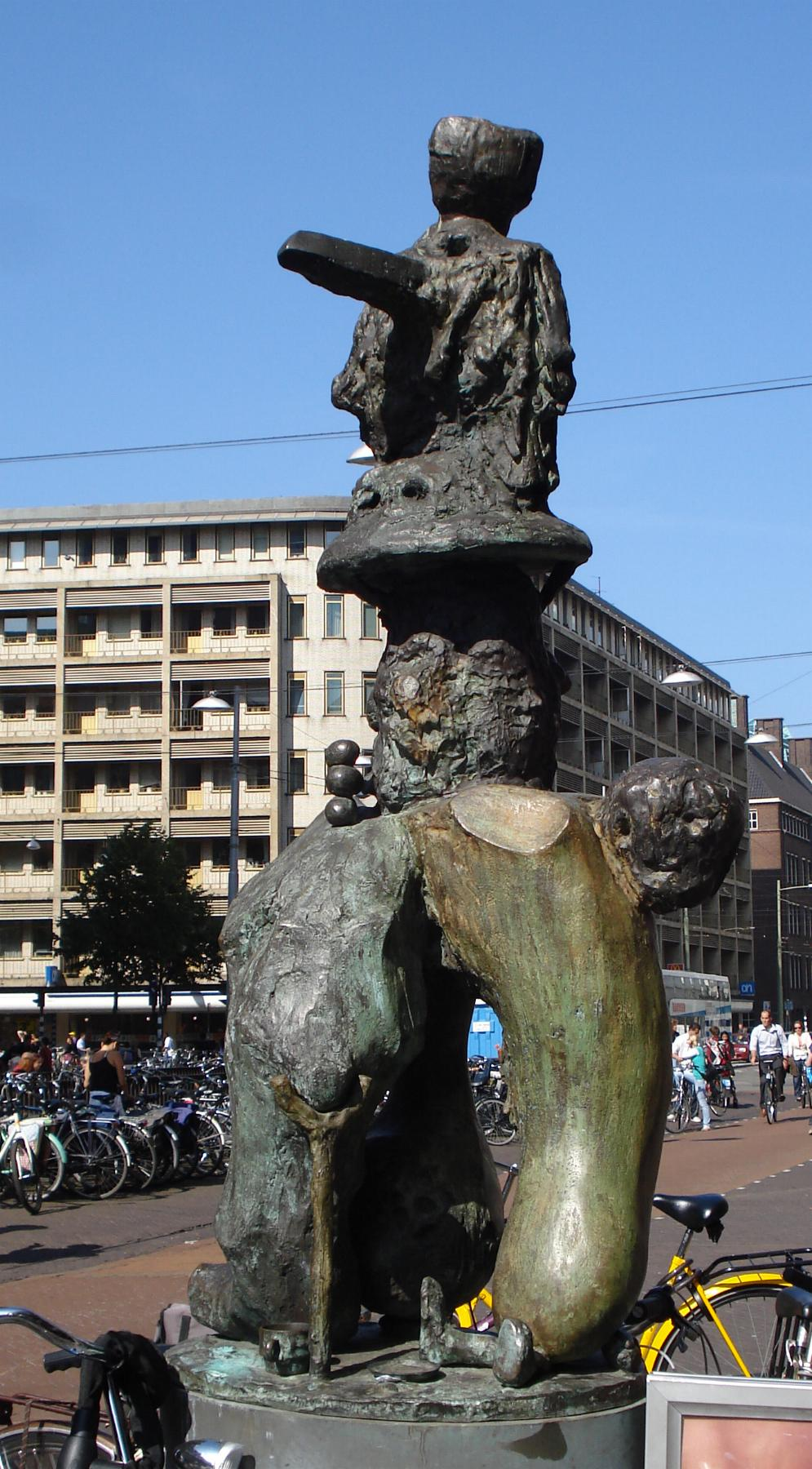
23. Peter Otto: Twisted tótem
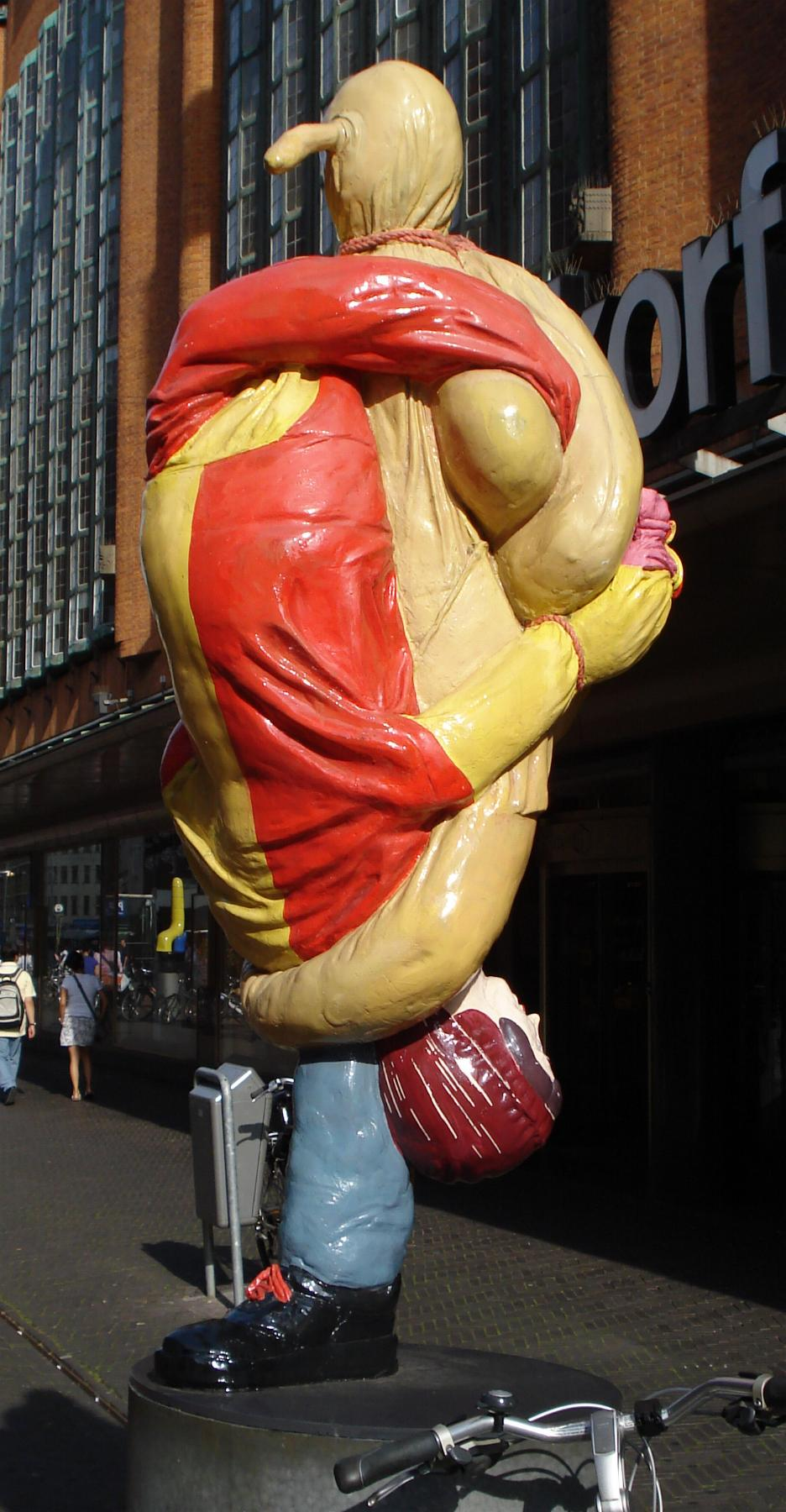
24. Gijs Assmann: el que él y los que ella o él y el
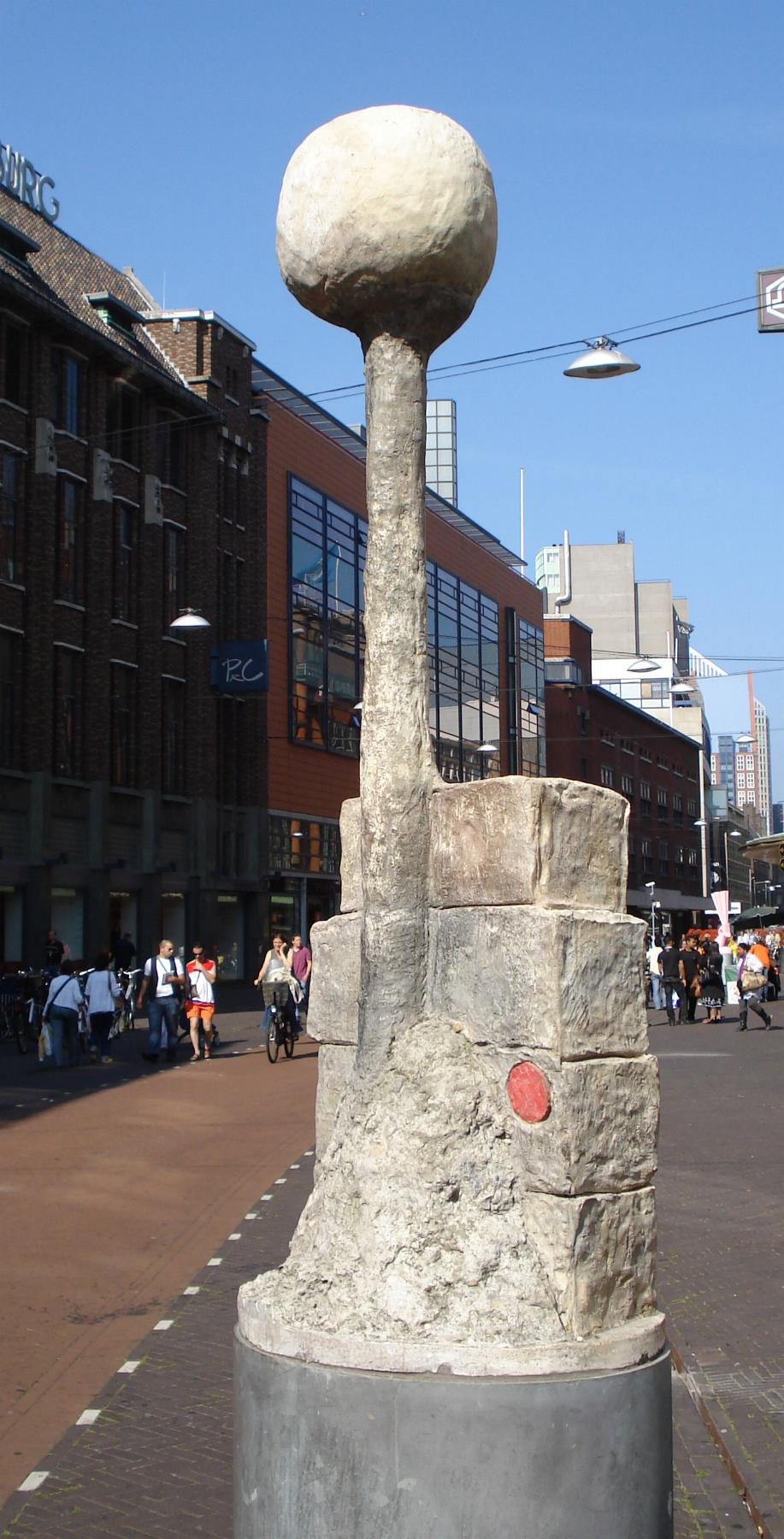
25. Arjanne van der Spek: estado de ayer, Morgenstond
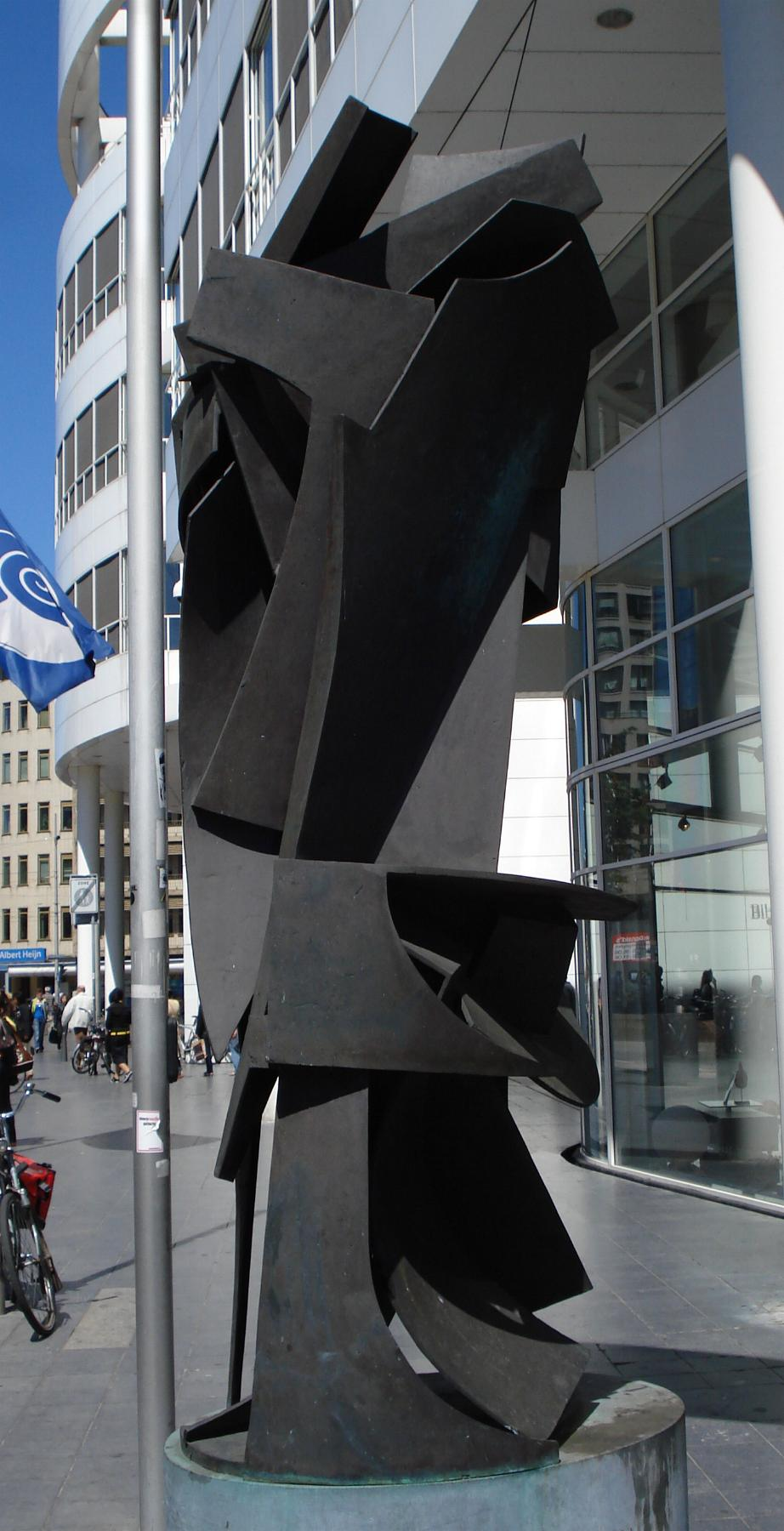
26. André Kruysen: Rondanini
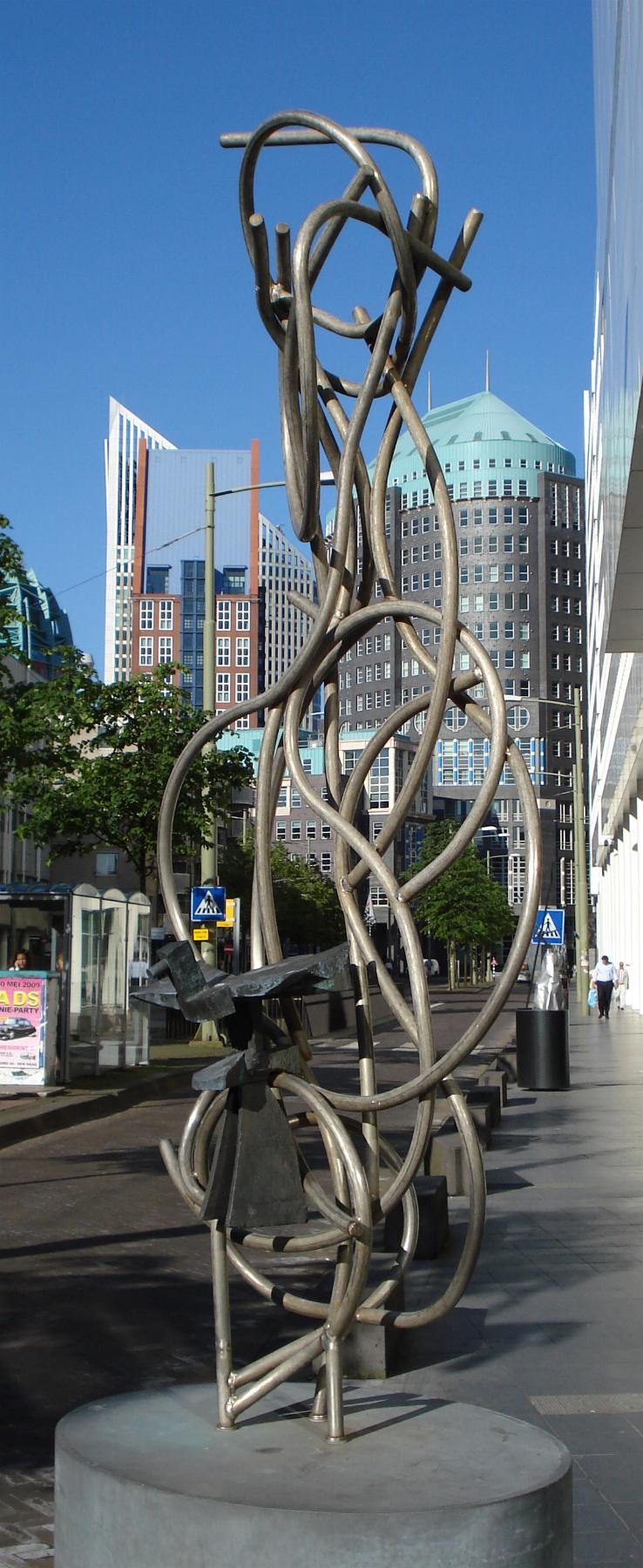
27. Emo Verkerk: Gavilán
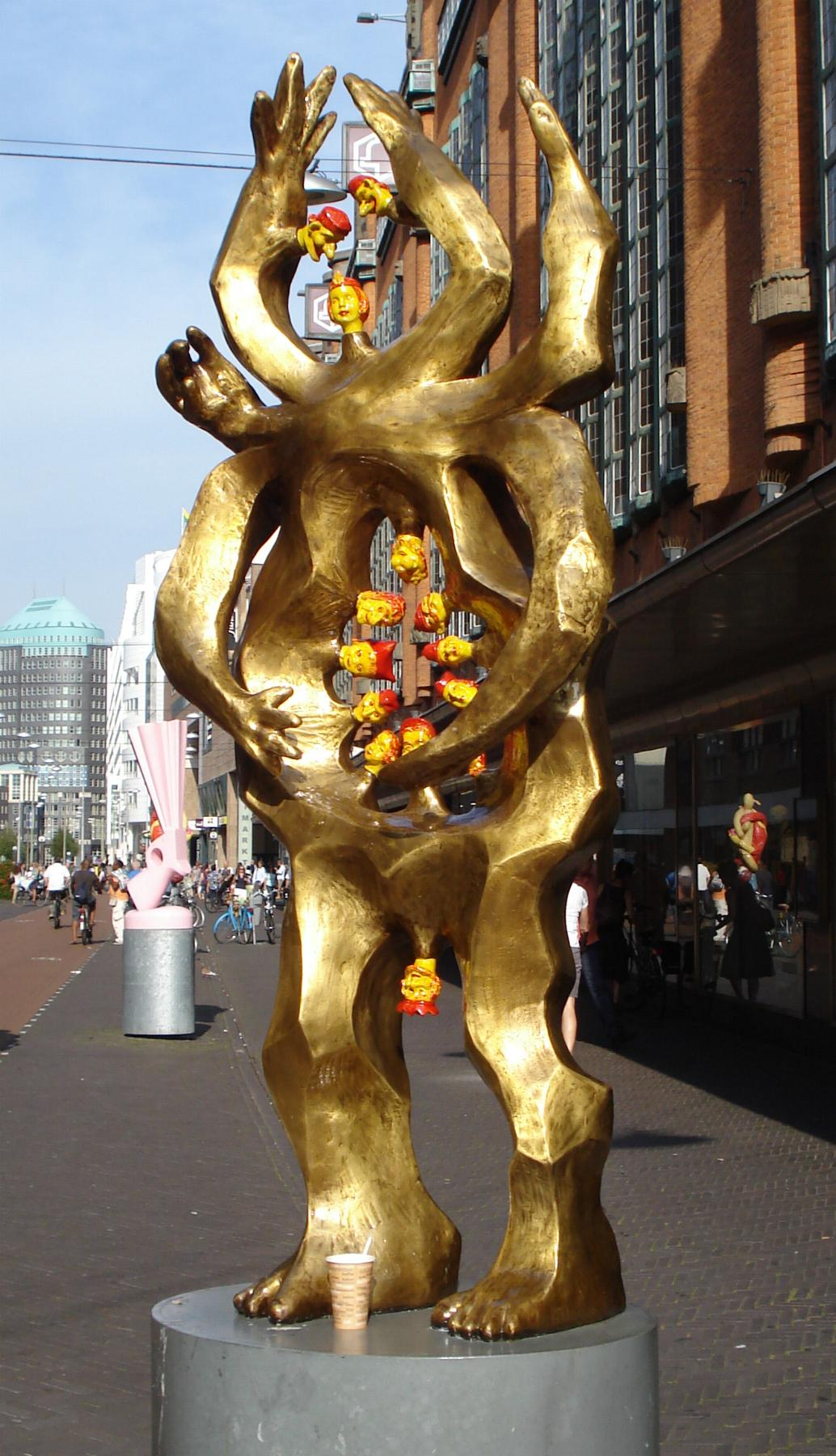
28. Rob Birza: Tantratrijn
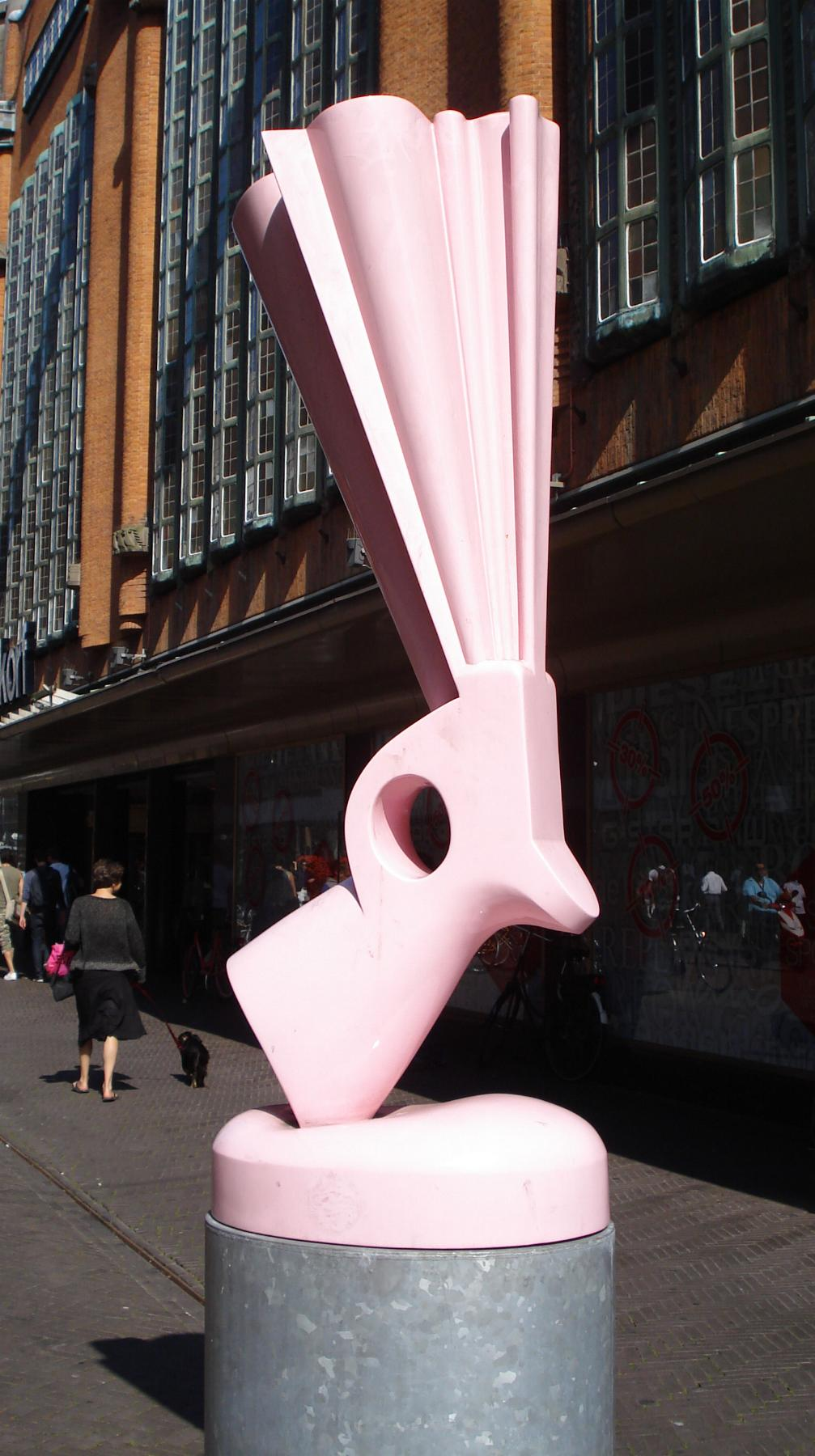
29. André van de Wijdeven: I love JR
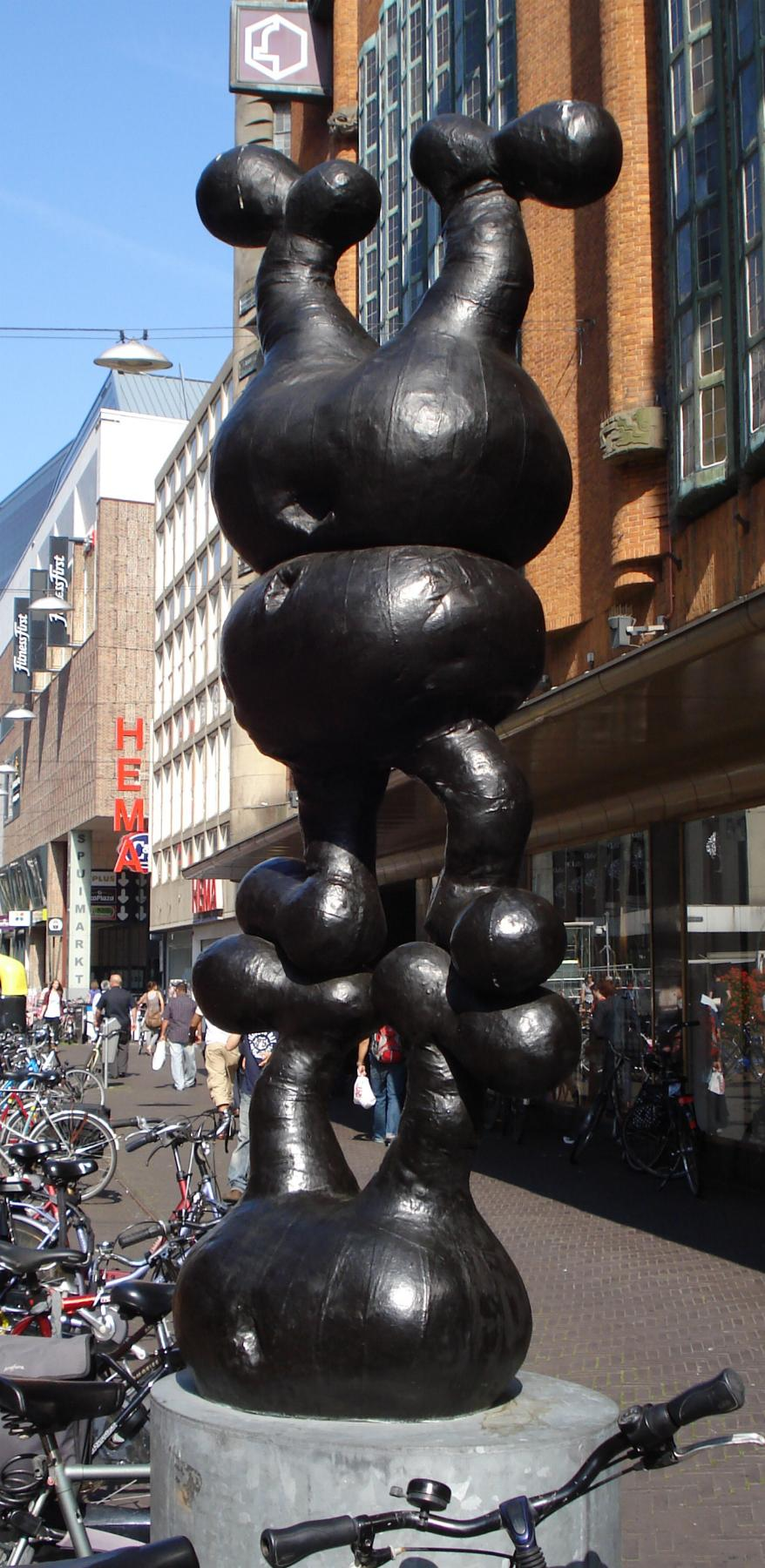
30. Christien Rijnsdorp: el ascensor
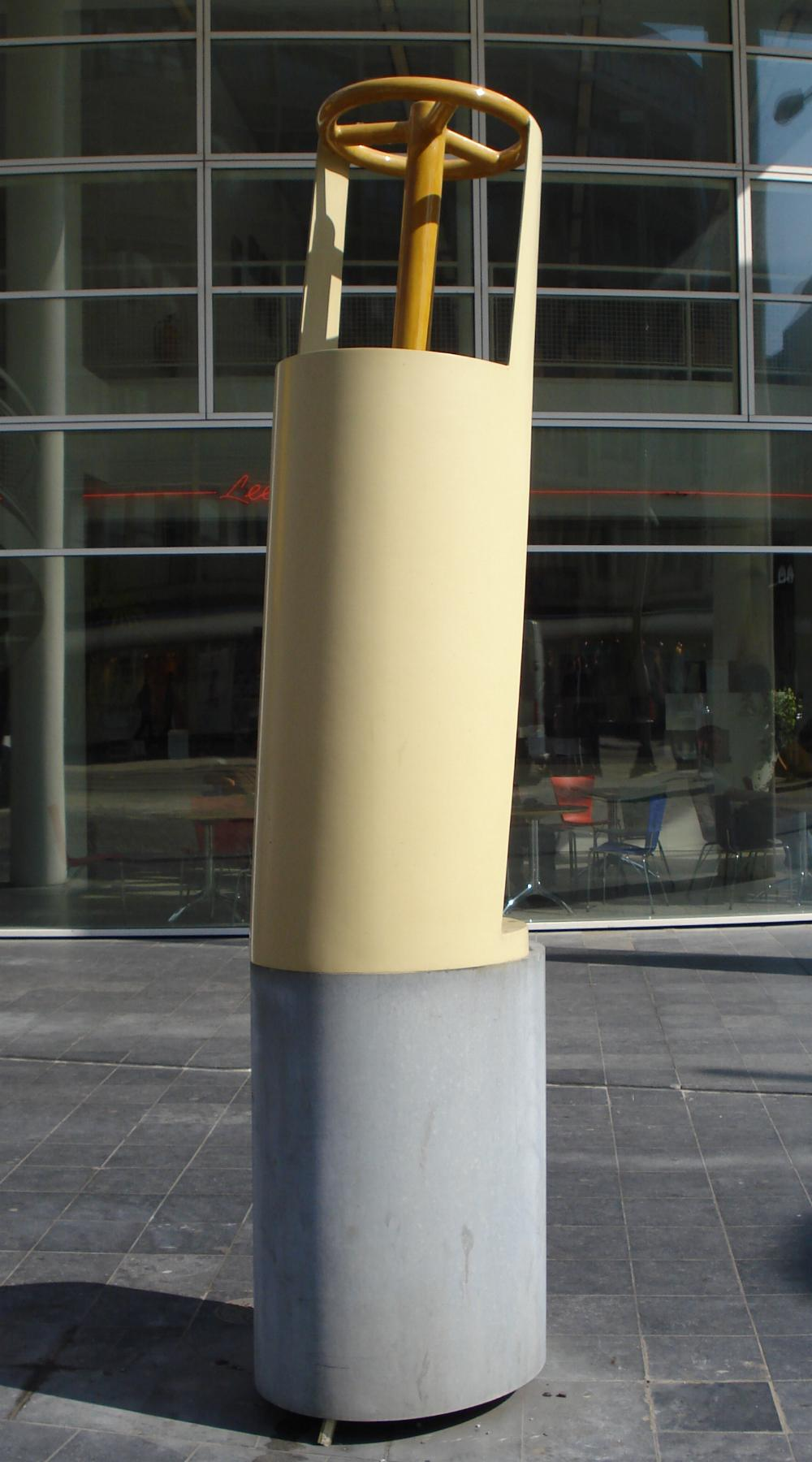
31. Jos Kruit: sin título
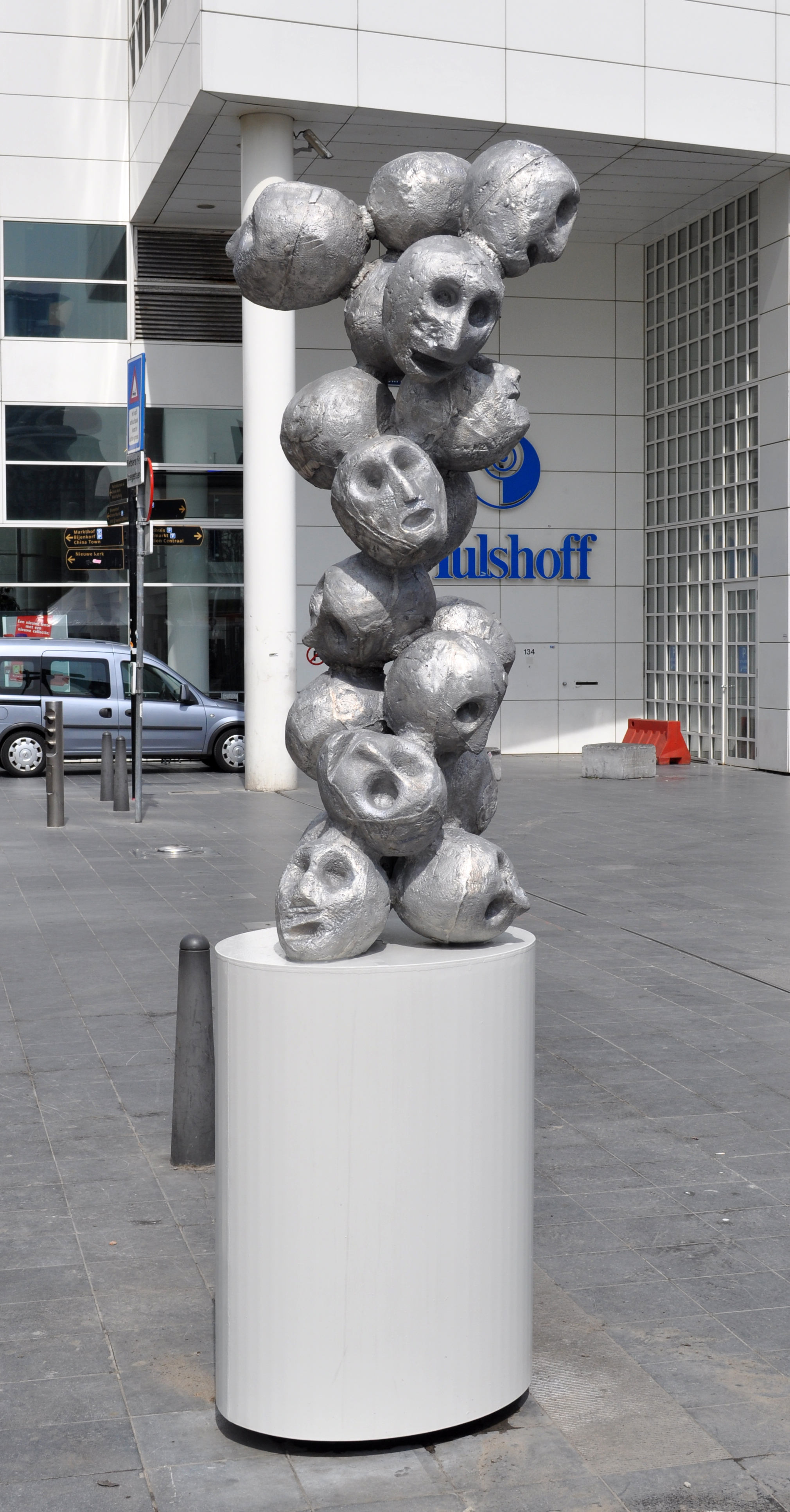
32. Atelier Van Lieshout: Veelhoofd
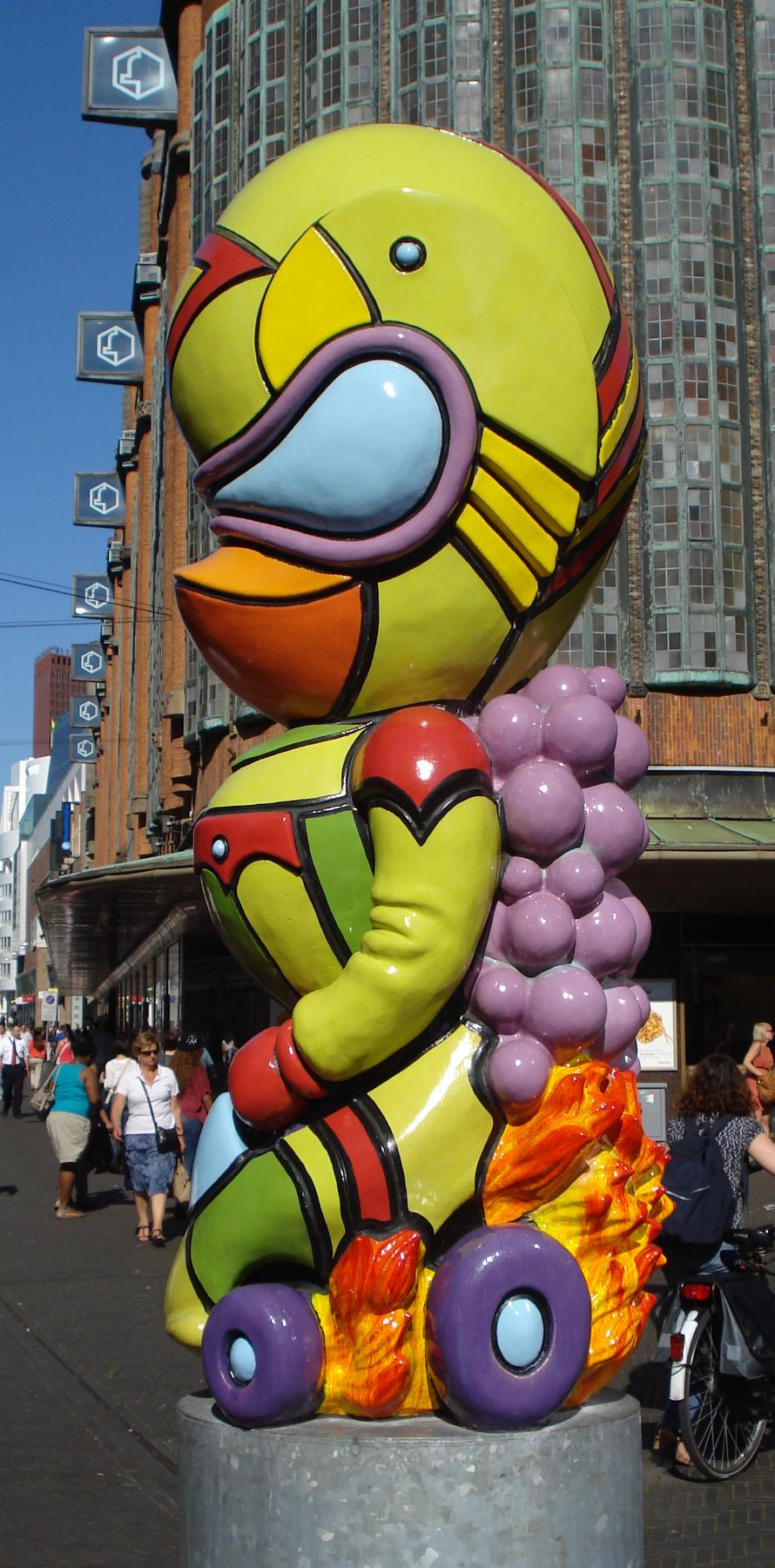
33. Hans van Bentem: Space Duck Racer
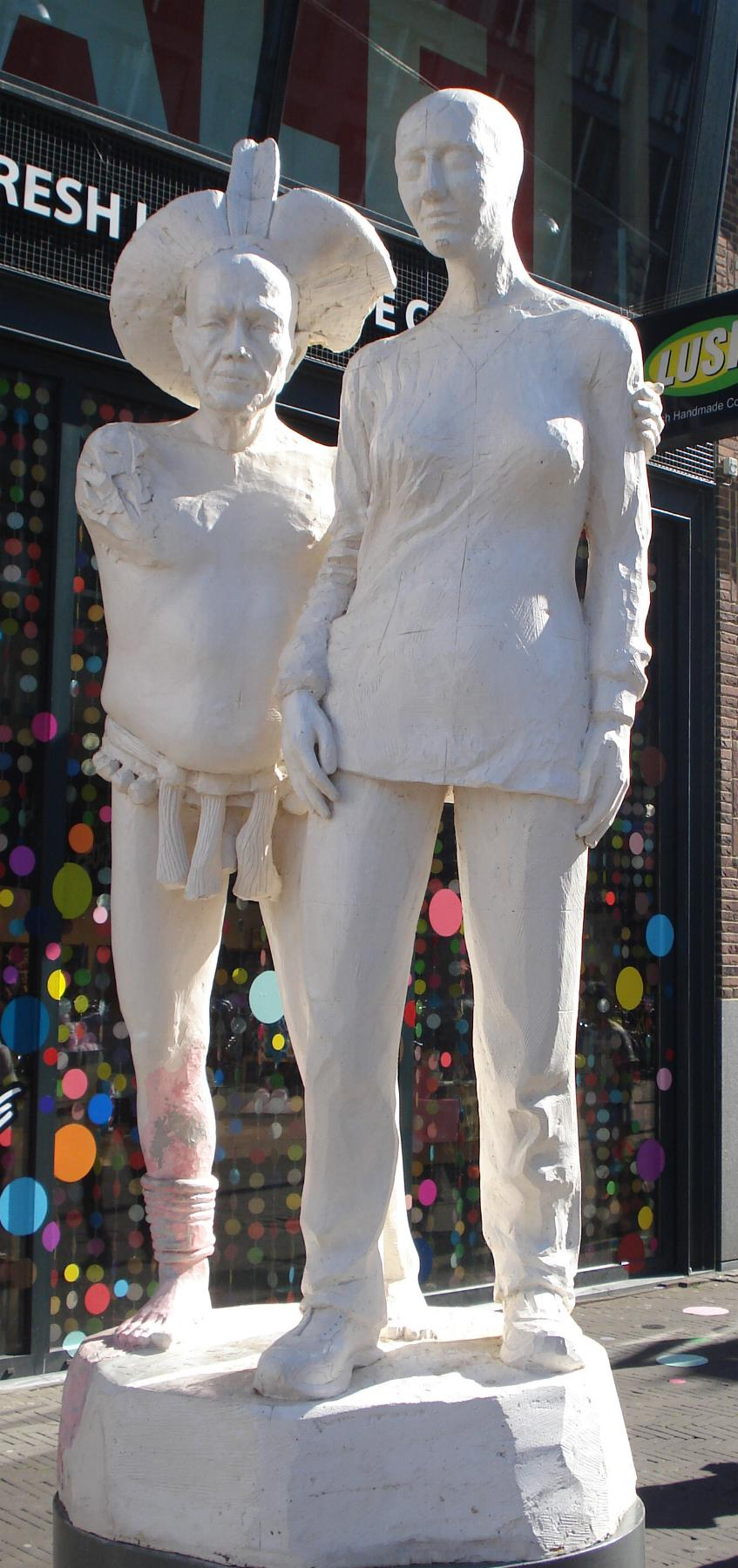
35. Anno Dijkstra: A last farewell